# Robert Smirke
Sir Robert Smirke (Londra, 1º ottobre 1780 – Cheltenham, 18 aprile 1867) è stato un architetto inglese, uno dei promotori dell'architettura neogreca, sebbene abbia utilizzato anche altri stili architettonici.
In qualità di architetto del Board of Works, progettò diversi importanti edifici pubblici, tra cui il blocco principale e la facciata del British Museum. Fu un pioniere dell'uso delle fondamenta in cemento.

## Biografia

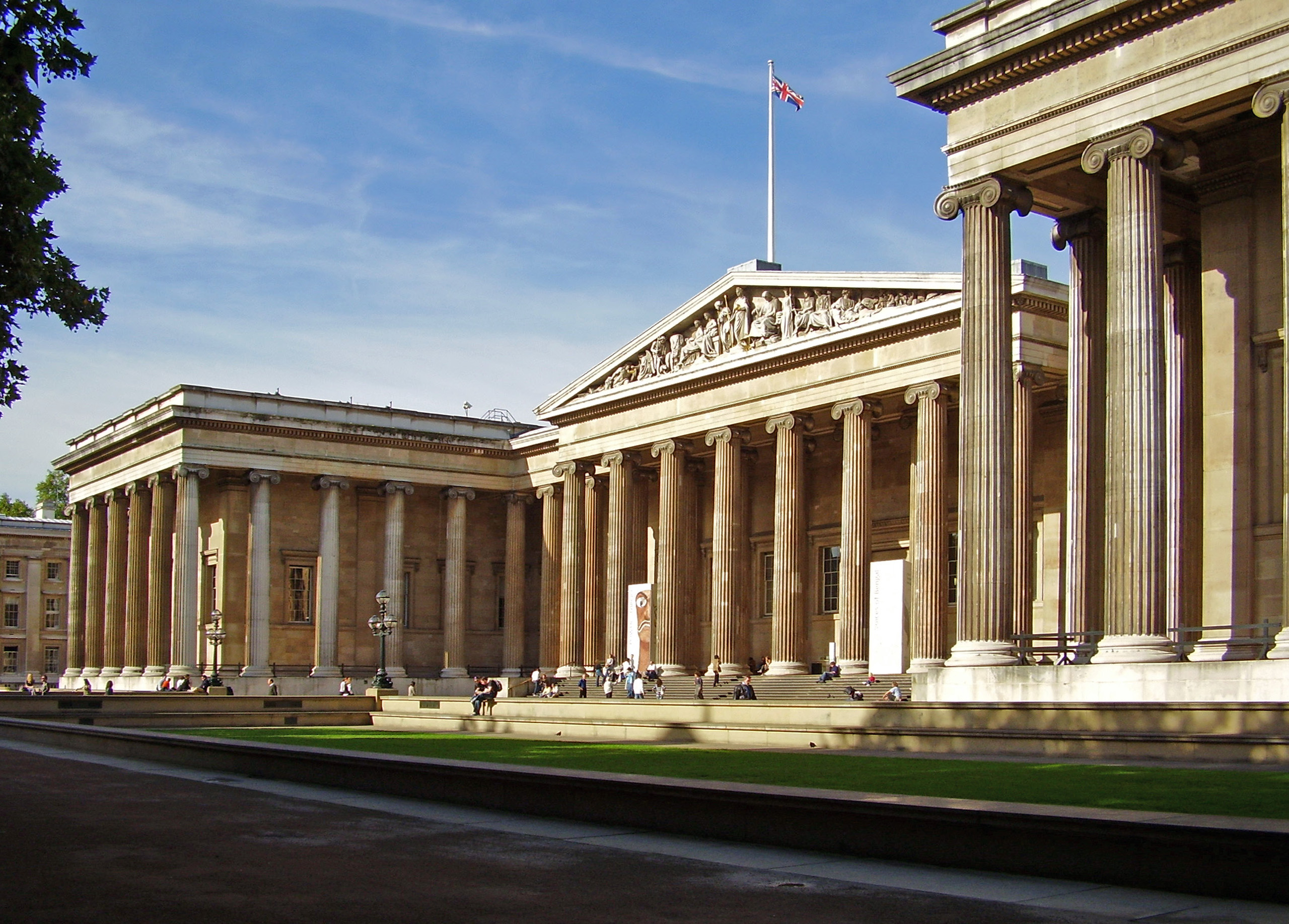
Il blocco principale e la facciata del British Museum progettati da Robert Smirke

### Primi anni
Smirke era il secondogenito del ritrattista Robert Smirke, uno dei suoi dodici figli. Frequentò la Aspley School, a Aspley Guise, Bedfordshire, dove studiò latino, greco, francese e disegno, e venne nominato capoclasse all'età di 15 anni. Nel maggio 1796 iniziò i suoi studi di architettura come allievo di John Soane ma se ne andò dopo soli pochi mesi, all'inizio del 1797, a causa di uno scontro di personalità con il suo maestro. Scrisse a suo padre:
Lui (Soane) lunedì mattina era in uno dei suoi amabili Temperamenti. Tutto quello che stavo facendo era sciatto. Il mio disegno era sciatto perché era in una scala troppo grande, la mia scala era troppo lunga, e ha finito col dire che era tutto troppo sciatto, e che dovevo rifarlo sul retro per non sprecare un altro foglio.
Nel 1796, iniziò anche i suoi studi alla Royal Academy vincendo la Medaglia d'argento e anche la Silver Palette della Royal Society. Fu insignito della Medaglia d'oro della Royal Academy nel 1799 per il suo progetto per un Museo Nazionale. Dopo aver lasciato Soane, per la sua formazione in architettura dipese da George Dance e da un geometra chiamato Thomas Bush. Nel 1801, accompagnato dal fratello maggiore Richard, intraprese un Grand Tour che sarebbe durato fino al 1805. Il suo itinerario può essere seguito dalla serie di lettere che scrisse al padre da Bruxelles, Parigi (per visitare la quale i fratelli dovettero travestirsi da americani poiché la Gran Bretagna era in guerra con la Francia all'epoca), Berlino, Potsdam, Praga, Dresda e Vienna. Visitò l'Italia e in particolare Firenze, Venezia, Padova, Genova, Vicenza, Roma, Napoli e la Sicilia, e poi si recò in Grecia, vedendo Corinto, Atene, Delfi, Tebe e Olimpia. Disegnò la maggior parte degli edifici antichi nel Peloponneso.

### Carriera

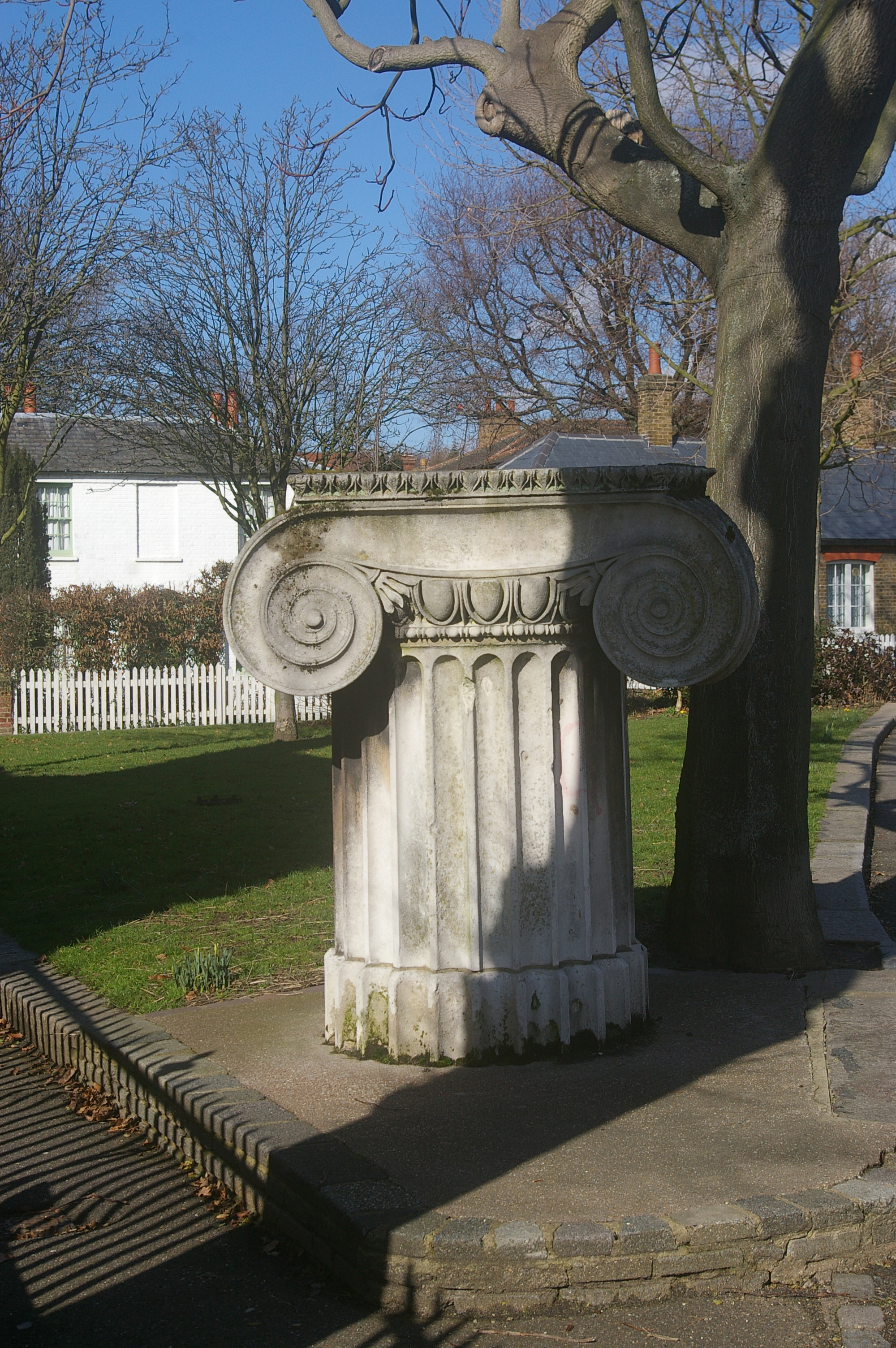
Capitello ionico di Smirke sopravvissuto a Walthamstow, tutto ciò che rimane del suo ex edificio dell'ufficio postale generale a Londra

Nel 1805 divenne membro della Society of Antiquaries di Londra e dell'Architects' Club. La sua prima nomina ufficiale avvenne nel 1807 quando fu nominato architetto della Royal Mint. Fu eletto socio della Royal Academy il 7 novembre 1808 e accademico a pieno titolo l'11 febbraio 1811. Il suo lavoro di diploma consistette in un disegno di una ricostruzione dell'Acropoli di Atene. All'Accademia espose solo cinque opere, l'ultima nel 1810.
I rapporti di Smirke con Soane raggiunsero un nuovo minimo dopo che quest'ultimo, che era stato nominato professore di architettura alla Royal Academy, criticò pesantemente il progetto di Smirke per la Royal Opera House nella sua quarta conferenza il 29 gennaio 1810. Insieme a John Nash e Sir John Soane, divenne un architetto ufficiale dell'Office of Works nel 1813 (un incarico che mantenne fino al 1832) con uno stipendio di £ 500 all'anno, raggiungendo così l'apice della professione. Nel 1819 fu nominato geometra dell'Inner Temple. Nel 1819 sposò Laura Freston, figlia del reverendo Anthony Freston, pronipote dell'architetto Matthew Brettingham. Ebbero solo la figlia Laura. Nel 1820 fu nominato geometra del Ducato di Lancaster, e nello stesso anno divenne tesoriere della Royal Academy. Fu nominato cavaliere nel 1832 e ricevette la RIBA Royal Gold Medal for Architecture nel 1853. Visse al n. 81 di Charlotte Street a Londra. C'è una targa blu che ricorda la sua residenza all'esterno dell'edificio. Si ritirò nel 1845, dopo di che Robert Peel lo nominò membro della Commissione per i miglioramenti di Londra. Nel 1859 si dimise dalla Royal Academy e si ritirò a Cheltenham, dove visse a Montpellier House, Suffolk Square. Vi morì il 18 aprile 1867 e fu sepolto nel cimitero di St Peter's a Leckhampton. La sua proprietà valeva £ 90.000.
È noto per aver progettato o ristrutturato più di venti chiese, più di cinquanta edifici pubblici e più di sessanta case private. Questa produttività ispirò il coro di James Planché del 1846 nel suo burlesque de Gli uccelli di Aristofane.
La rapida ascesa di Smirke fu dovuta al mecenatismo politico. Era un conservatore in un'epoca in cui questo partito era in ascesa. I suoi amici alla Royal Academy, come Sir Thomas Lawrence, George Dance, Benjamin West e Joseph Farington, furono in grado di presentarlo a mecenati come: John Hamilton, I marchese di Abercorn, Henry Dundas, I visconte Melville, Sir George Beaumont, VII Baronetto, George Hamilton Gordon, IV conte di Aberdeen, Francis Seymour-Conway, III marchese di Hertford, Henry Bathurst, III conte Bathurst, John "Mad Jack" Fuller e il II conte di Lonsdale. Questi politici e aristocratici assicurarono il suo rapido avanzamento e molti gli commissionarono degli edifici. Thomas Leverton Donaldson ha descritto Smirke come in grado di compiacere "Uomini che era proverbialmente impossibile accontentare". Il suo patrono a Lowther Castle, il I conte di Lonsdale, disse che era "geniale, modesto e gentiluomo nei suoi modi".

## Stile

### Neolassicismo
La prima opera importante di Smirke, il ricostruito Covent Garden Theatre, fu il primo edificio greco dorico a Londra. John Summerson ha descritto il progetto come la dimostrazione di "come una semplice massa di edificio potrebbe essere dotata di un senso di gravità con mezzi relativamente semplici". Durante la prima parte della sua carriera fu, insieme a William Wilkins, la figura principale del revival greco in Inghilterra. Al General Post Office di Londra, a metà degli anni 1820, stava ancora usando il gigantesco ordine di colonne con una certa moderazione, ma quando arrivò a progettare il fronte principale del British Museum, probabilmente non previsto fino al 1830, tale moderazione era svanita e la usò generosamente, avvolgendo un imponente colonnato intorno a tutta la facciata.

### Neogotico

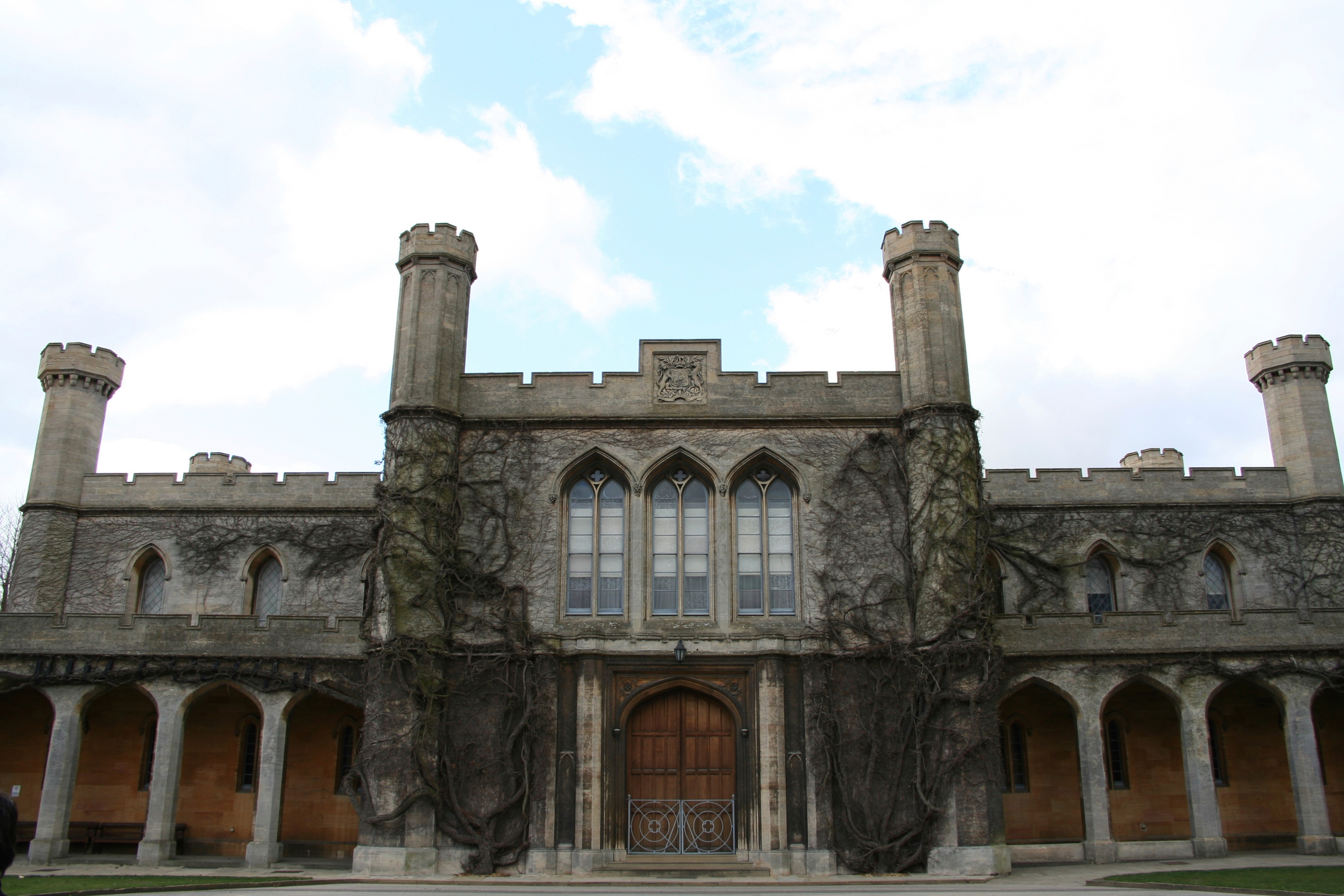
La neogotica Corte d'assise, Lincoln Castle, Lincoln, 1822-1826

Smirke, secondo Charles Locke Eastlake, arrivò terzo per importanza tra gli architetti del neogotico della sua generazione, dopo John Nash e James Wyatt, e criticò il suo lavoro per la sua impraticabilità teatrale. Disse che il suo castello di Eastnor (1808–1815), un edificio imponente e cupo con torri di avvistamento e un mastio, "potrebbe essere stato un forte tollerabile prima dell'invenzione della polvere da sparo, ma come residenza è stato un errore pittoresco".

## Innovazione costruttiva
Smirke fu un pioniere nell'uso sia del cemento che della ghisa. Un critico che scriveva nel 1828 nell'Ateneo disse: "Mr. Smirke, è preminente nella costruzione: in questo senso non è secondo a nessuno nel Regno Unito". James Fergusson, scrivendo nel 1849, disse: "Era un architetto costruttore di prima classe ... nessun suo edificio ha mai mostrato un difetto e ... è stato spesso chiamato a rimediare ai difetti del suo fratello artista".
I progetti in cui utilizzò fondamenta in cemento includono il Penitenziario di Millbank, la ricostruzione della Custom House di Londra e il British Museum. Nei primi due venne chiamato quando i lavori, supervisionati dai precedenti architetti, si erano rivelati instabili. La prigione di Millbank (1812-1821; demolita verso il 1890) era stata progettata da un architetto chiamato William Williams, ma il suo progetto fu poi rivisto da Thomas Hardwick. Il carcere più grande d'Europa, era costituito da un cortile centrale esagonale con un cortile pentagonale allungato su ogni parete esterna del cortile centrale; i tre angoli esterni dei cortili pentagonali avevano ciascuno una torre di un piano più alta dei tre piani del resto dell'edificio. I lavori erano iniziati sotto Hardwick alla fine del 1812, ma quando il muro di cinta raggiunse un'altezza di circa 2 metri cominciò a inclinarsi e a rompersi. Dopo 18 mesi, dopo aver speso 26.000 sterline, Hardwick si dimise. I lavori continuarono e nel febbraio 1816 furono trasferiti i primi prigionieri, ma l'edificio scricchiolò e diverse finestre andarono in frantumi. Furono chiamati Smirke e l'ingegnere John Rennie il Vecchio, i quali consigliarono la demolizione di tre delle torri e il sostegno dell'intero edificio con fondamenta in cemento: il primo uso noto di questo materiale per le fondazioni in Gran Bretagna sin dai tempi dell'Impero romano. Il lavoro costò 70.000 sterline, portando il costo totale dell'edificio a 458.000 sterline.

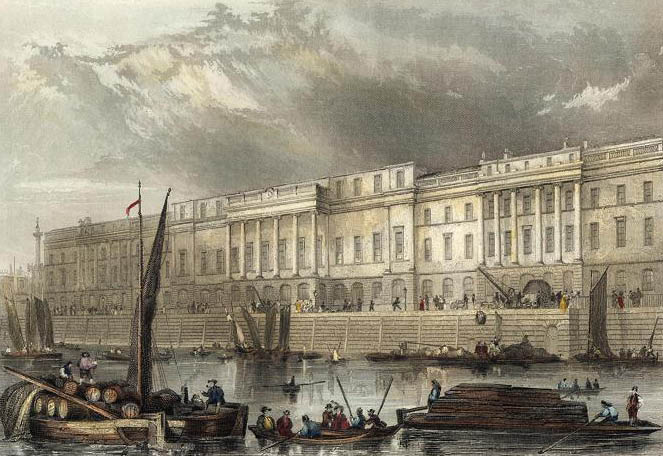
Il Tamigi davanti alla Custom House di Londra

Nel 1825-1827 Smirke ricostruì il centro della Custom House nella City di Londra, dopo il cedimento delle sue fondamenta. L'edificio era stato eretto dal 1813 su progetto di David Laing. L'edificio è lungo 146 metri e i 60 metrii centrali sono opera di Smirke.
Usò grandi travi in ghisa di 12 metri per sostenere i pavimenti delle gallerie superiori del British Museum.
Un'altra area in cui Smirke fu un innovatore fu l'uso di geometri per razionalizzare i vari sistemi settecenteschi di stima e misurazione delle opere edilizie.

## Scritti
Nel 1806 pubblicò il primo e unico volume di una prevista serie di libri Specimens of Continental Architecture. Iniziò a scrivere un trattato di architettura intorno al 1815 e sebbene ci avesse lavorato per circa 10 anni non lo portò mai a termine. In esso esternò la sua ammirazione per l'architettura greca classica. La descrisse come "la più nobile", "semplice, grandiosa, magnifica", "con gli altri suoi meriti ha una sorta di semplicità primordiale". Ciò in contrasto con l'architettura romana che descrisse come "gusto romano corrotto", "un eccesso di ornamento è in tutti i casi un sintomo [sic] di un gusto volgare o degenerato". Dell'architettura gotica disse "finché i suoi spregevoli resti furono quasi ovunque sostituiti da quel singolare e misterioso composto di stili".

## Alunni e famiglia
I suoi allievi includevano Lewis Vulliamy, William Burn, Charles Robert Cockerell, Henry Jones Underwood, Henry Roberts e suo fratello Sydney, noto per la sala di lettura circolare del British Museum. Un altro fratello, Edward, era un avvocato e un antiquario. La loro sorella Mary era una nota pittrice e traduttrice.

## Edifici londinesi

### Royal Mint
Ex Royal Mint (Zecca reale), Tower Hill (1807–1812). L'edificio principale venne progettato dal precedente architetto della Zecca, James Johnson, ma il progetto fu modificato da Smirke, che ne curò l'esecuzione. Ha una lunga facciata in pietra con un piano terra in bugnato scanalato e i due piani superiori con un ampio frontone, contenente lo Stemma Reale, sostenuto da sei colonne doriche romane. Le campate terminali sono scandite da quattro lesene doriche; il fregio greco dorico e le logge sono probabilmente di Smirke. L'edificio conteneva un appartamento per il vice direttore della zecca, il maestro d'analisi e il prevosto dei danari, nonché negozi di lingotti e l'ufficio della zecca.

### Teatro Covent Garden

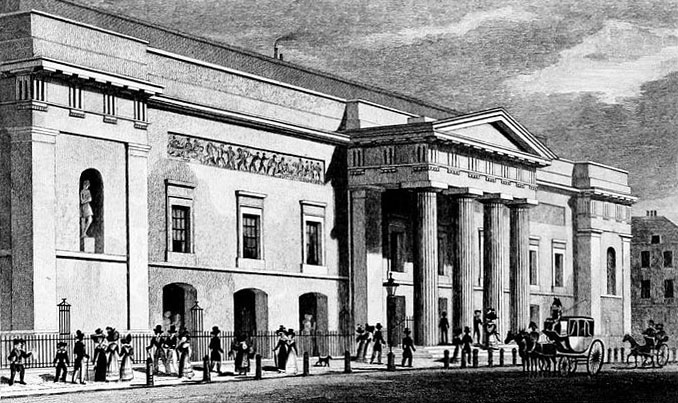
Covent Garden Theatre, bruciato e ricostruito

Il secondo lavoro fu il Covent Garden Theatre (ora Royal Opera House), costruito in dieci mesi nel 1808-1809. Aveva una facciata simmetrica con un portico tetrastilo al centro, e fu il primo edificio a Londra ad usare l'ordine greco dorico. Il portico era fiancheggiato da quattro campate, e quelle terminali scandite da lesene con una statua in una nicchia in mezzo. Le tre campate su ciascun lato del portico avevano archi al piano terra e finestre sopra questi e un unico rilievo scolpito sopra disegnato da John Flaxman. L'androne principale, dietro le tre porte del portico, era diviso in tre navate da pilastri dorici quadrati. A sud c'era lo scalone d'onore, che si ergeva tra le mura, la rampa era divisa in due sezioni da un pianerottolo, il piano superiore aveva quattro colonne ioniche, per lato della scala, che sostenevano una volta a botte. L'auditorium a ferro di cavallo era disposto su cinque livelli e ospitava 2.800 persone, escluse quelle dei numerosi palchi privati. L'edificio fu distrutto da un incendio nel 1857.

### Lansdowne House
Gli interni di Lansdowne House, (1816–1819), in particolare la galleria delle sculture, la parte centrale della stanza con una volta a botte poco profonda con semplici cassettoni.

### London Ophthalmic Hospital
Il London Ophthalmic Hospital di Smirke, Moorfields (1821-1822) fu ricostruito nel 1898 in un sito vicino; ora è conosciuto come Moorfields Eye Hospital NHS Foundation Trust.

### General Post Office

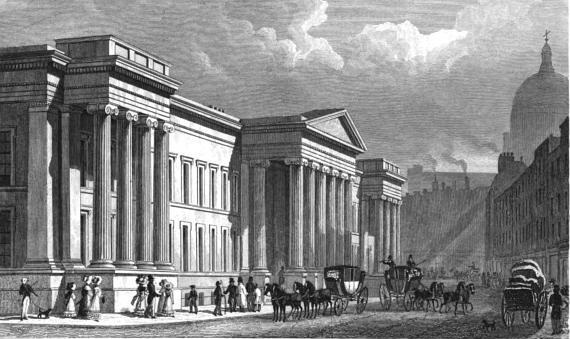
Il General Post Office, demolito

General Post Office a St Martins-le-Grand nella City di Londra (1825–1829; demolito nel 1912 circa). Questo fu il primo ufficio postale costruito appositamente in Inghilterra. La sua facciata principale aveva un portico ionico greco esastilo centrale con timpano, e due portici tetrastili, senza frontoni, a ciascuna estremità. Lo spazio interno principale era il grande vano portalettere, con un elegante ballatoio in ferro e una scala a chiocciola.

### British Museum
Blocco principale e la facciata del British Museum, Bloomsbury (1823-1846). Questo è l'edificio più grande conosciuto come opera di Smirke. Nel 1820, nel suo ruolo di architetto presso l'Ufficio dei Lavori, Smirke fu invitato a ridisegnare il museo, anche se il progetto completo risaliva al 1823, e riguardava un edificio che circondava un grande cortile centrale con un grande fronte sud: dati i fondi limitati il lavoro era stato suddiviso in fasi. Era costruito in mattoni con le facciate a vista rivestite in pietra di Portland. La prima parte ad essere costruita fu la "King's Library" del 1823-1828, che forma l'ala est. La sezione nord dell'ala ovest, e le "Gallerie egiziane" furono realizzate nel 1825-1834. L'ala nord, che ospita la biblioteca e le sale di lettura, fu costruita nel 1833-1838. L'ala ovest e il fronte sud furono costruiti nel 1842-1846.
La caratteristica principale del fronte sud è il grande colonnato di 44 colonne ioniche. Le colonne sono alte 13,5 metri e hanno un diametro di 1,5 metrii; i capitelli sono vagamente basati su quelli del tempio di Atena Polias a Priene e le basi su quelli del tempio di Dioniso a Teo. Al centro del colonnato c'è un portico ottastilo, profondo due colonne; il colonnato prosegue per altre tre colonne prima di abbracciare le due ali laterali. Oltre la facciata, Smirke realizzò due ali più piccole, con lesene doriche, contenenti case, quella occidentale per il Direttore del museo. I maggiori interni superstiti sono l'androne con lo scalone, a forma di scalone imperiale, che sale a ovest, e la “King's Library”. Questa, costruita per ospitare 65.000 libri, è lunga 90 metri, larga 12 metri e alta 9, con la sezione centrale leggermente più ampia, con quattro grandi colonne corinzie di granito. L'unico interno importante sopravvissuto nell'ala nord è la "Sala ad arco" all'estremità occidentale. La "Galleria egiziana" corrisponde alla “King's Library”, ma è molto più semplice nella decorazione.

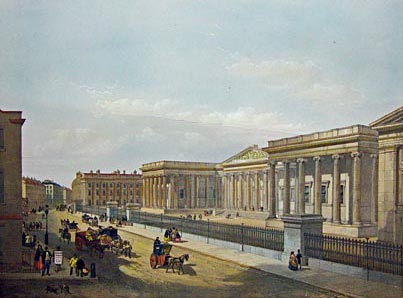
British Museum, 1852
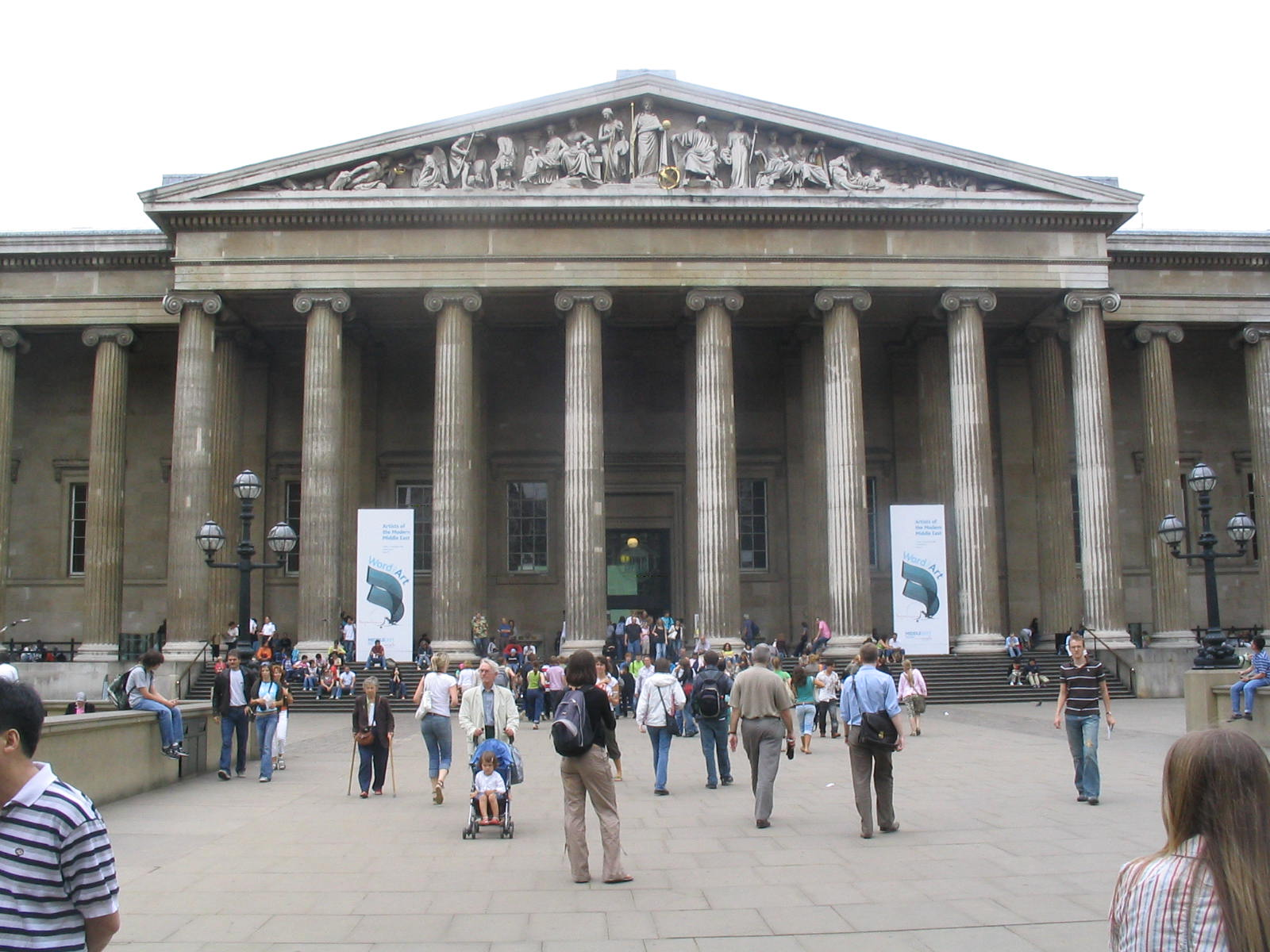
Portico d'ingresso, British Museum
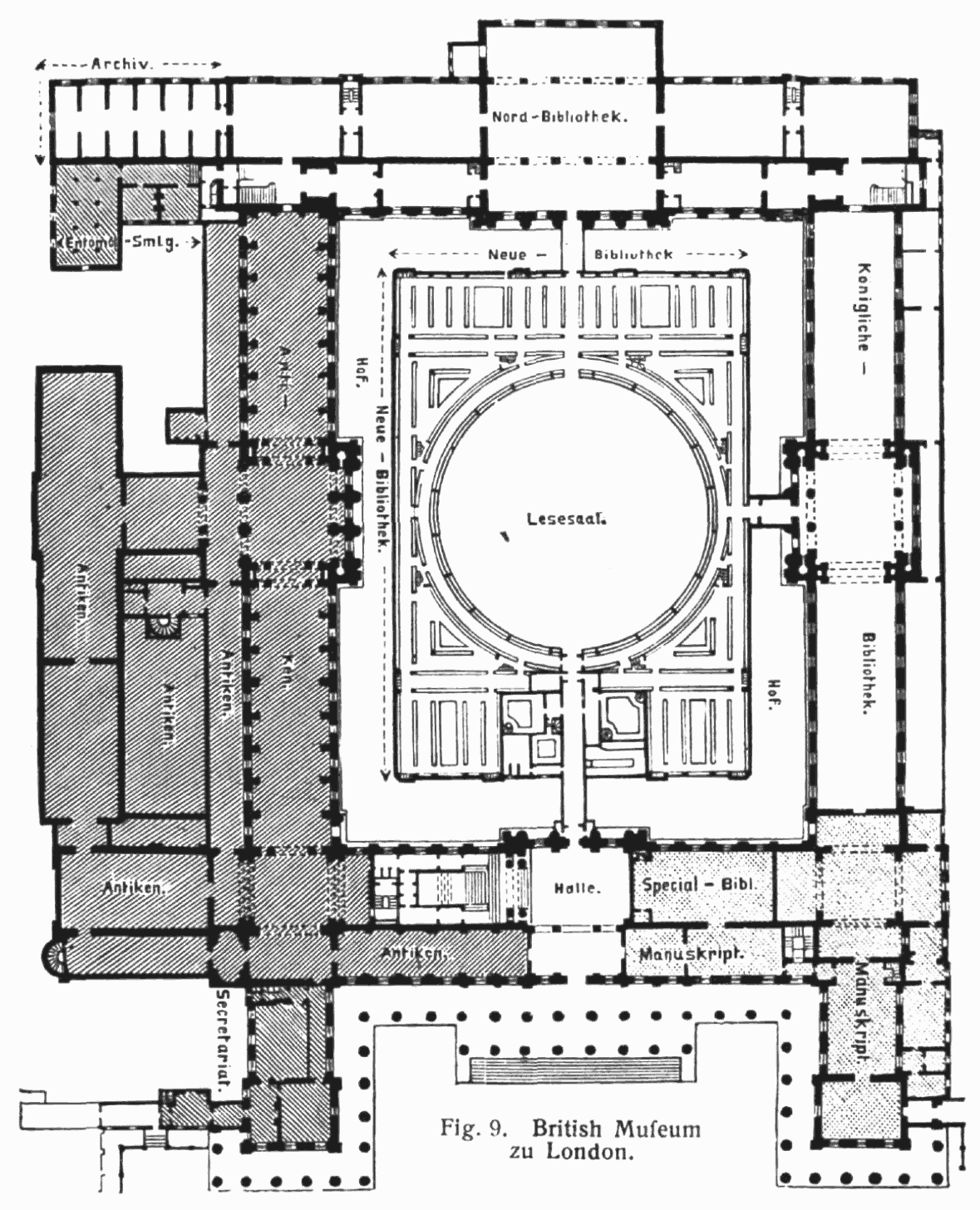
Pianta del British Museum
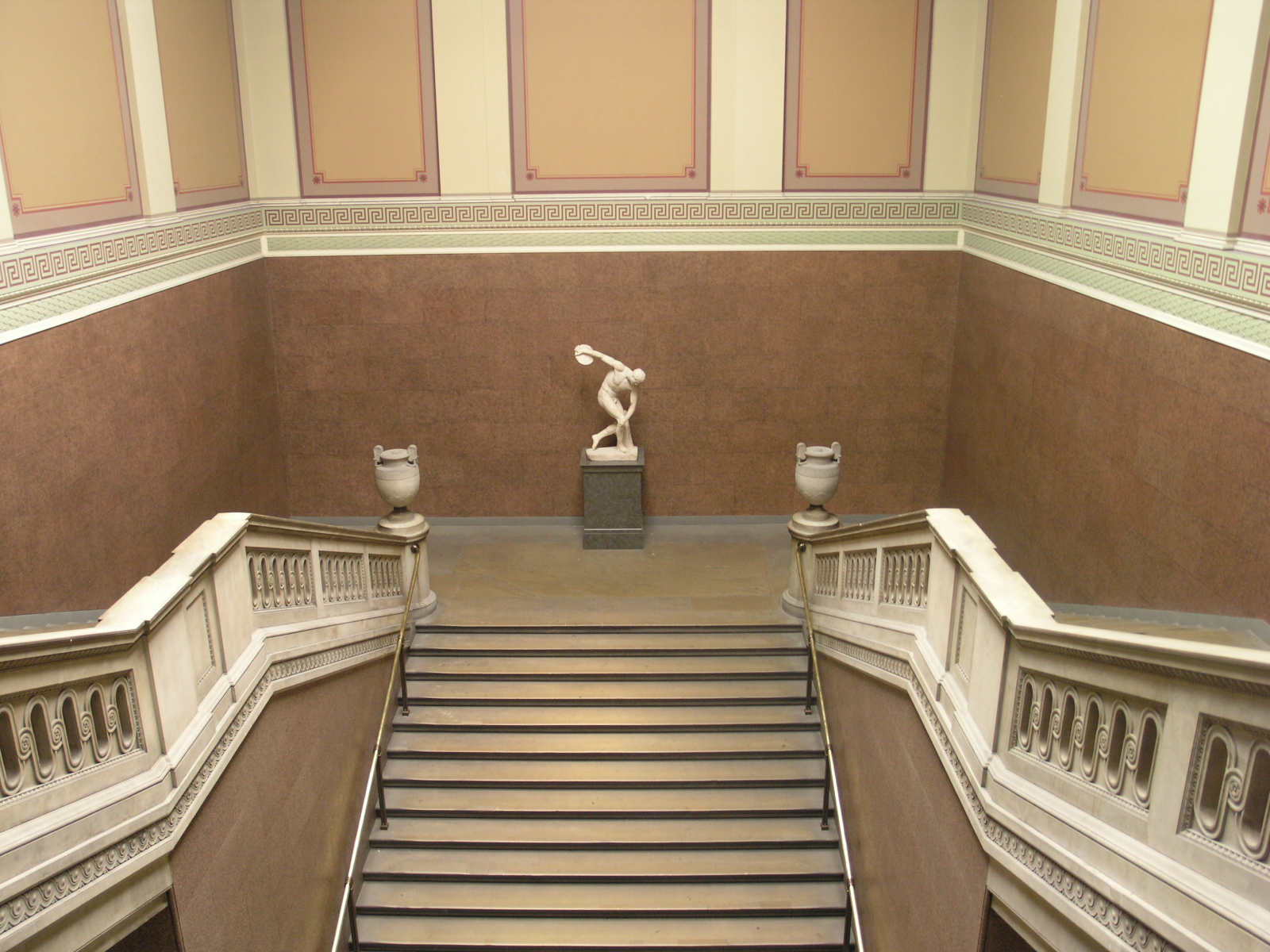
Grande scalinata, British Museum
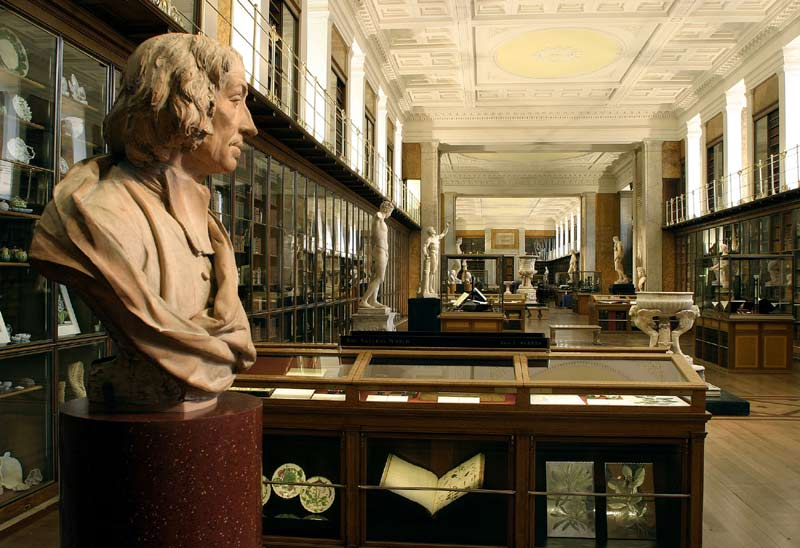
King's Library, British Museum
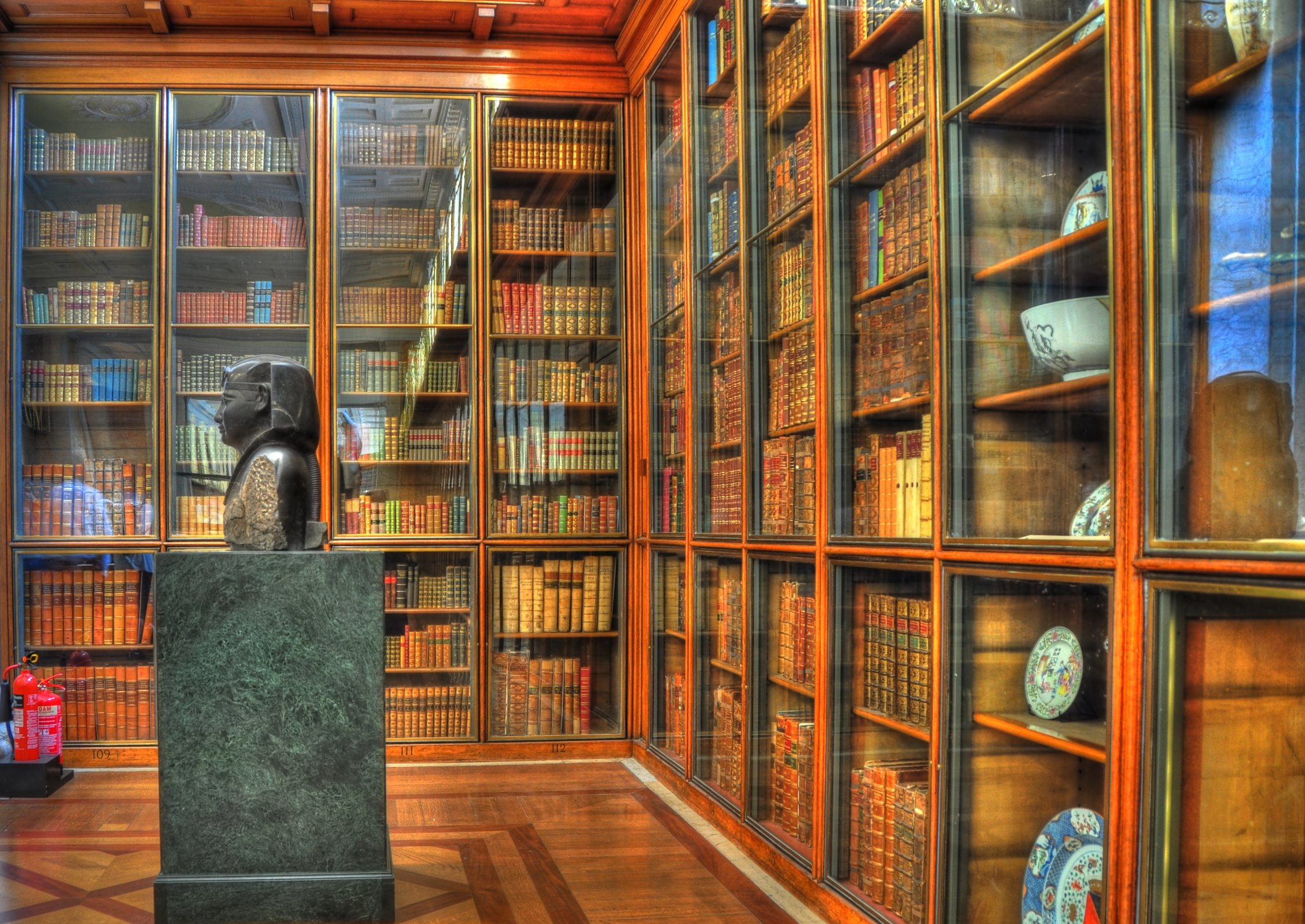
King's Library, British Museum
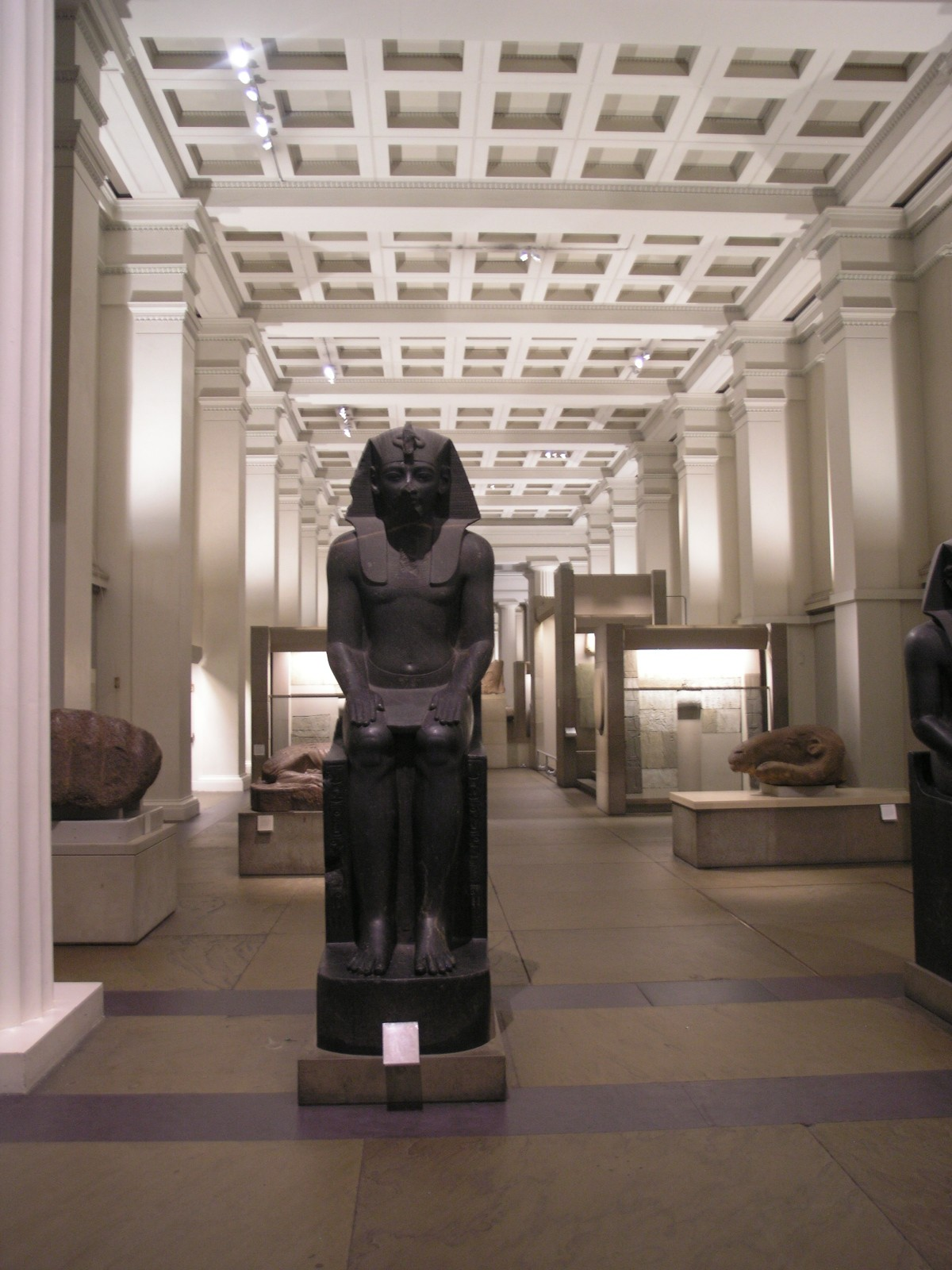
Galleria egizia, British Museum

### Inner Temple
Le opere di Smirke all'Inner Temple furono i suoi unici edifici gotici a Londra. Tra questi la biblioteca (1827-188) e la ristrutturazione della Great Hall nel 1819 (bruciata e ricostruita da Sydney Smirke nel 1868). Quasi tutto il lavoro di Smirke fu distrutto nel corso dei bombardamenti di Londra del 1940-1941 ed è stato ricostruito con un design completamente diverso. Gli unici sopravvissuti sono i Paper Buildings del 1838, in un semplice stile classico.

### Ex Royal College of Physicians

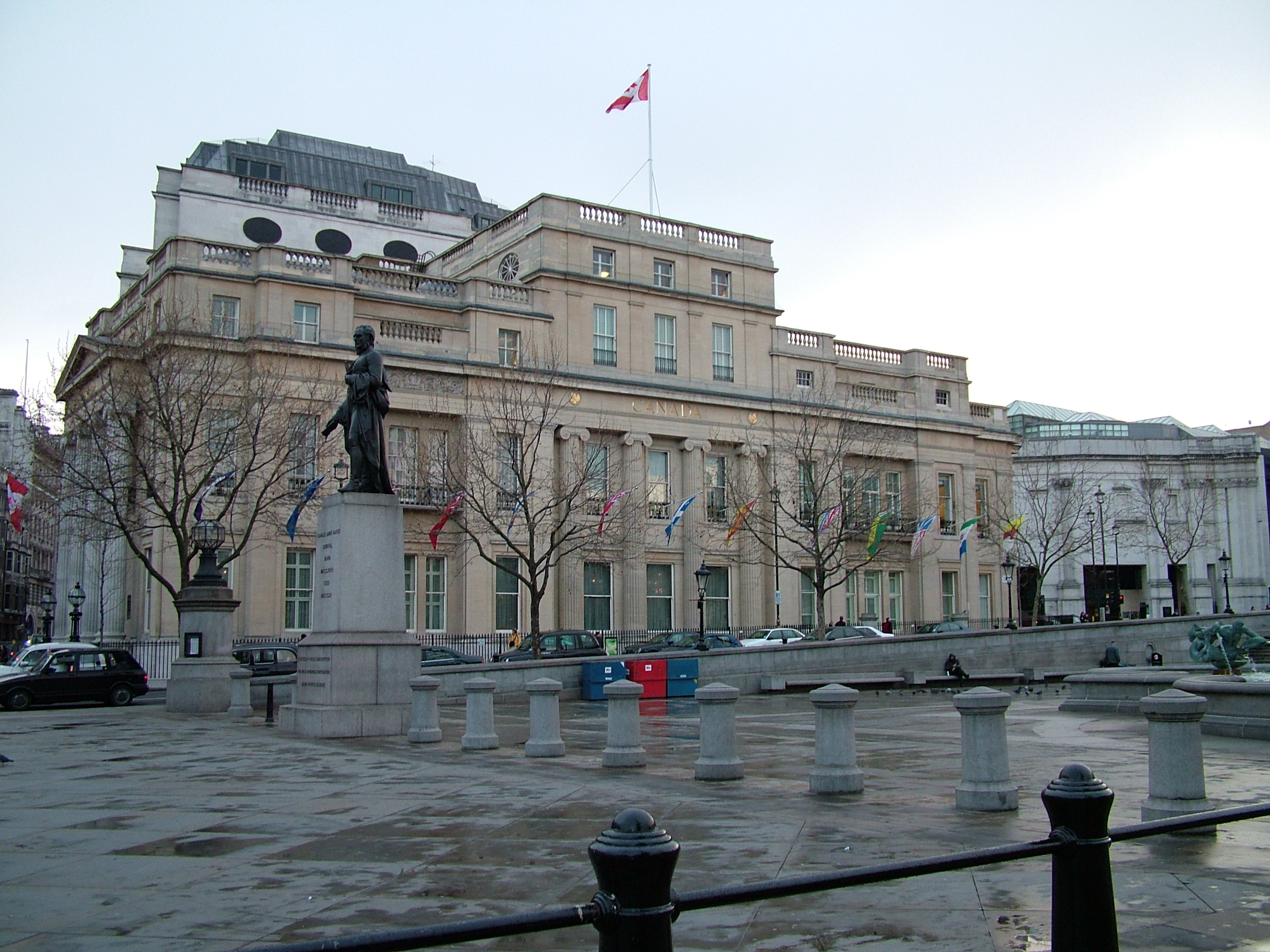
Canada House

Edificio del Royal College of Physicians e Union Club (1824–1827) a Trafalgar Square (ora Canada House) L'edificio è molto alterato, il fronte nord conserva però il portico ionico esastilo di Smirke, e il fronte est (verso Trafalgar Square) ha ancora il suo portico in antis. L'edificio è rivestito in pietra di Bath. Nel corso del XX secolo sono stati effettuati numerosi ampliamenti e ristrutturazioni.

### Lancaster House
Smirke fu coinvolto per la prima volta nella progettazione della Lancaster House nel 1825, fu licenziato e poi riassunto nel 1832. Aggiunse l'ultimo piano e progettò gli interni a parte le sale di rappresentanza. Il suo coinvolgimento cessò nel 1840.

### Somerset House
Ala est della Somerset House e l'adiacente King's (ex Smirke) Building del King's College London, sullo Strand (1829-1831). Il fronte del Tamigi segue il design dell'architetto originale Sir William Chambers essendo un'immagine speculare dell'ala ovest. L'edificio si estende indietro verso lo Strand con 25 campate di due piani e mezzo, le cui cinque campate centrali con gigantesche colonne corinzie attaccate e tre finali, sono di tre piani interi e anche le campate terminali hanno pilastri corinzi, e in generale sono più semplici delle facciate di Chambers.

### Carlton Club
Il Carlton Club (1833-186) fu ricostruito nel 1854-1856 da Sydney Smirke, bombardato nel 1940 e successivamente demolito.

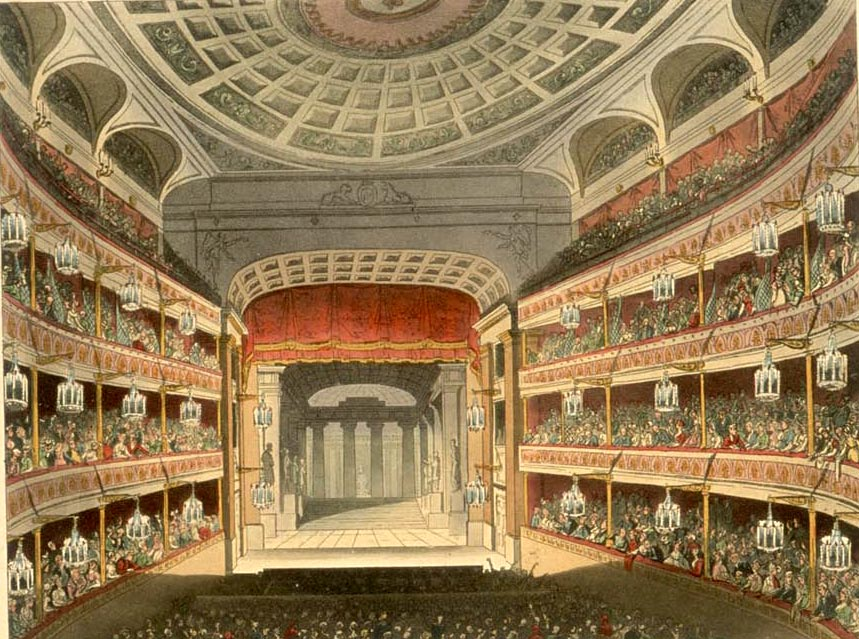
Covent Garden Theatre, bruciato e ricostruito
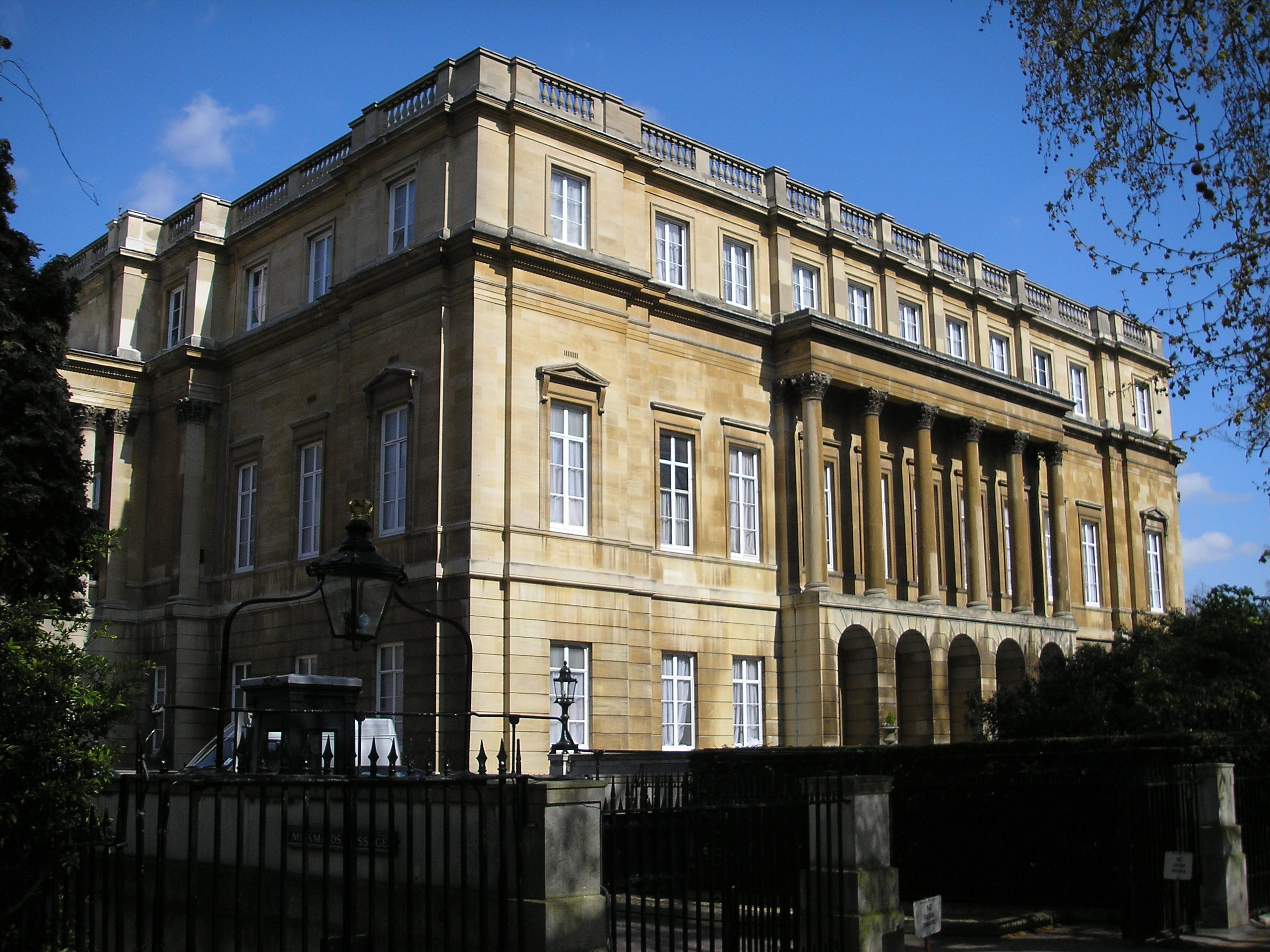
Lancaster House
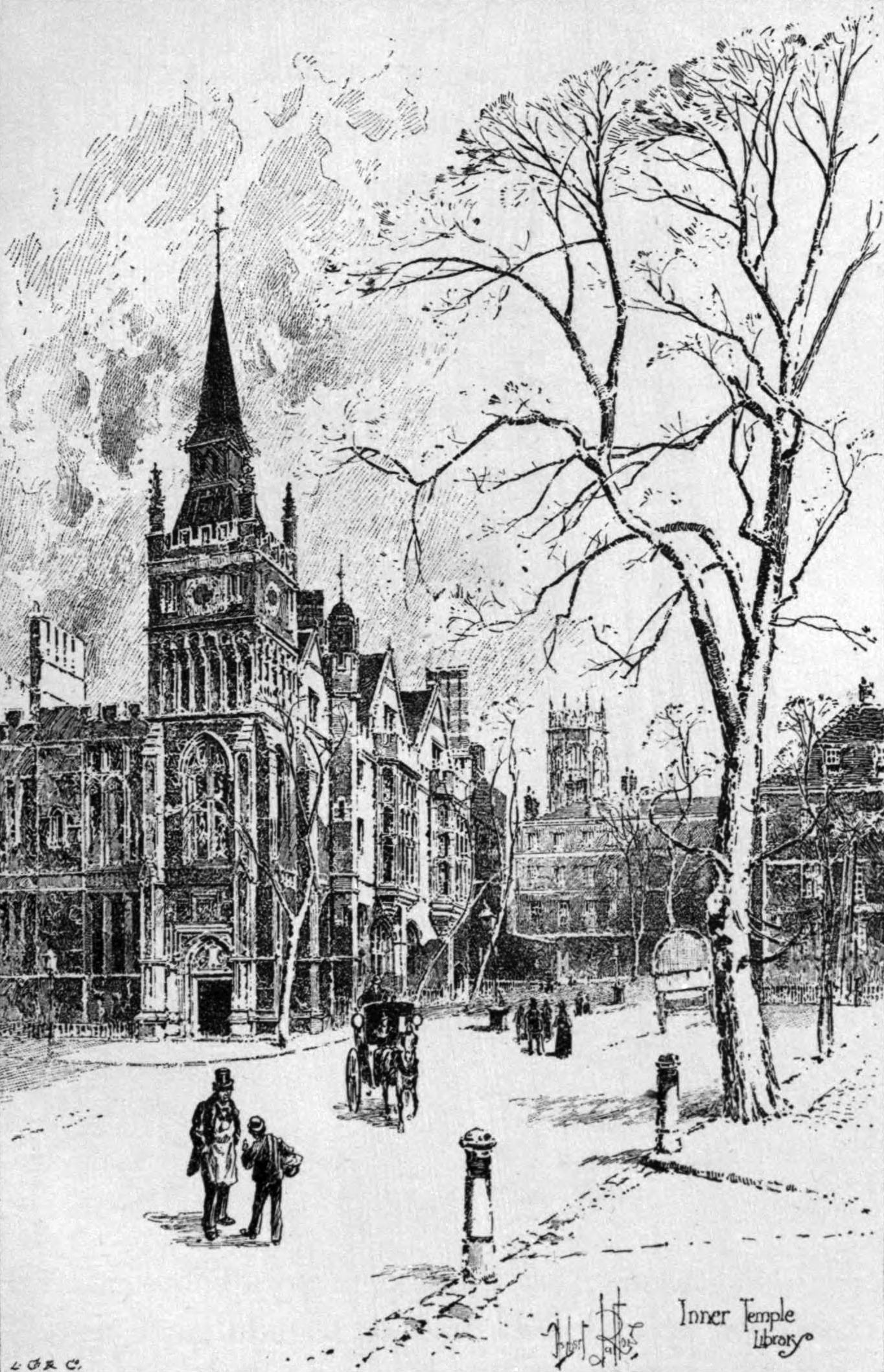
Biblioteca dell'Inner Temple
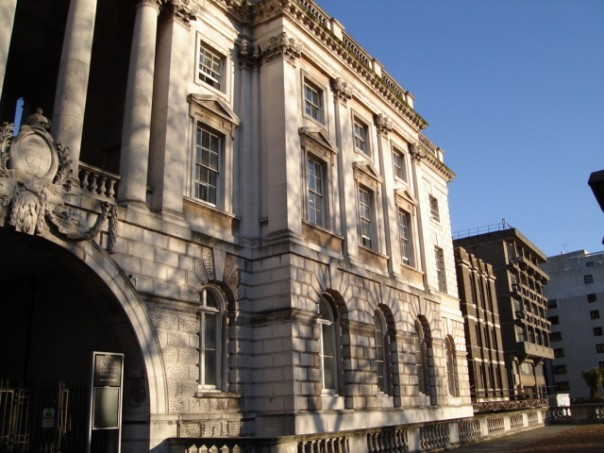
King's College di Londra, ala est di Somerset House
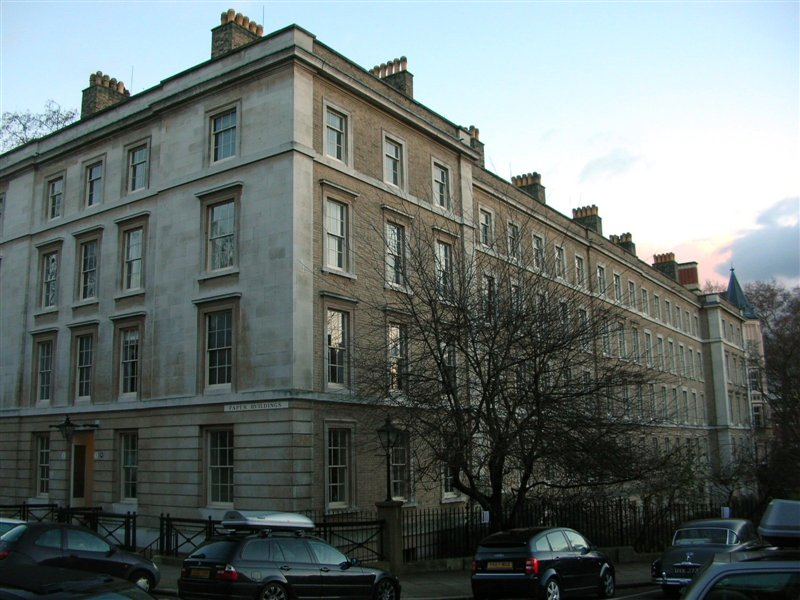
Paper Buildings, Inner Temple

### Oxford and Cambridge Club

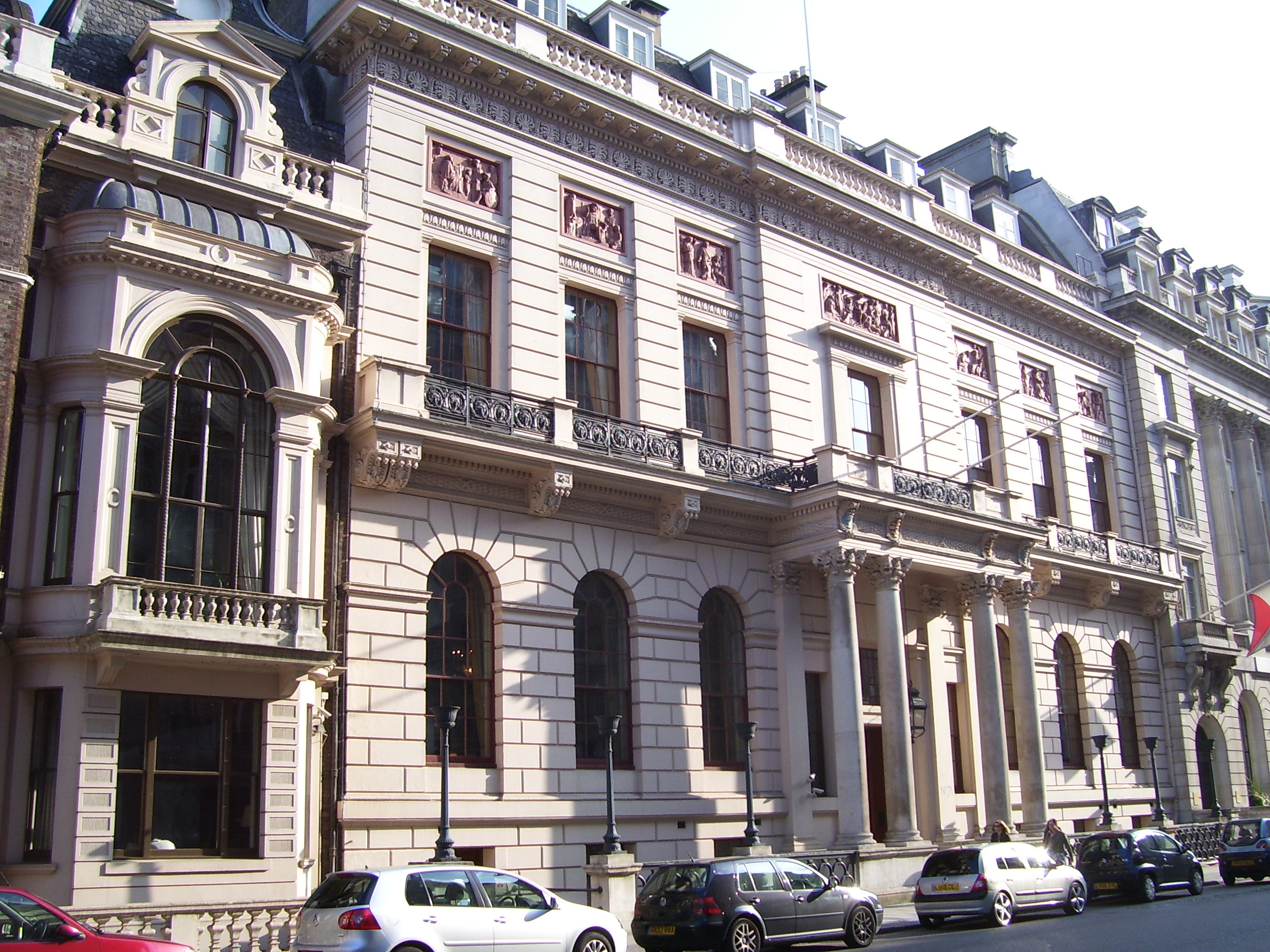
Oxford and Cambridge Club

L'Oxford and Cambridge Club edificio in Pall Mall (1835-1838) è a sette campate, il piano terra è bugnato con finestre a tutto sesto, il primo piano è in bugnato a fasce e le finestre sono inquadrate in quadri o semipilastri. L'edificio è in laterizio ricoperto di stucco. Le finestre del primo piano sono sovrastate da rilievi scolpiti, il portico d'ingresso è ad un solo piano con colonne corinzie. Gli interni sono nel solito stile neo greco sobrio di Smirke.

### No. 12 Belgrave Square

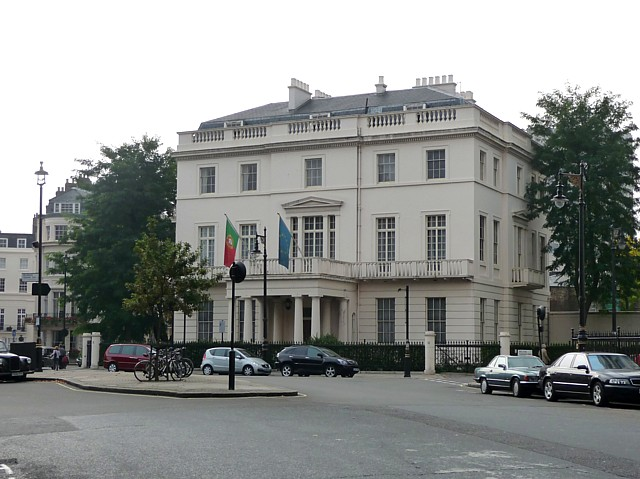
Piazza No.12 Belgrave

Belgrave Square. Smirke progettò la Belgrave Square n. 12, costruita tra il 1830 e il 1833 per John Cust, primo conte Brownlow.

## Edifici pubblici fuori Londra

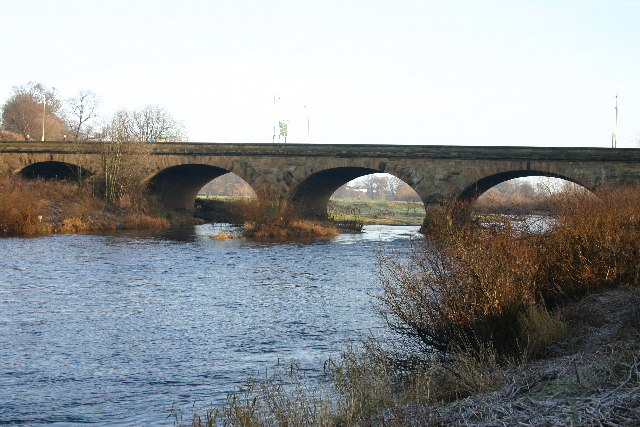
Eden Bridge Carlisle
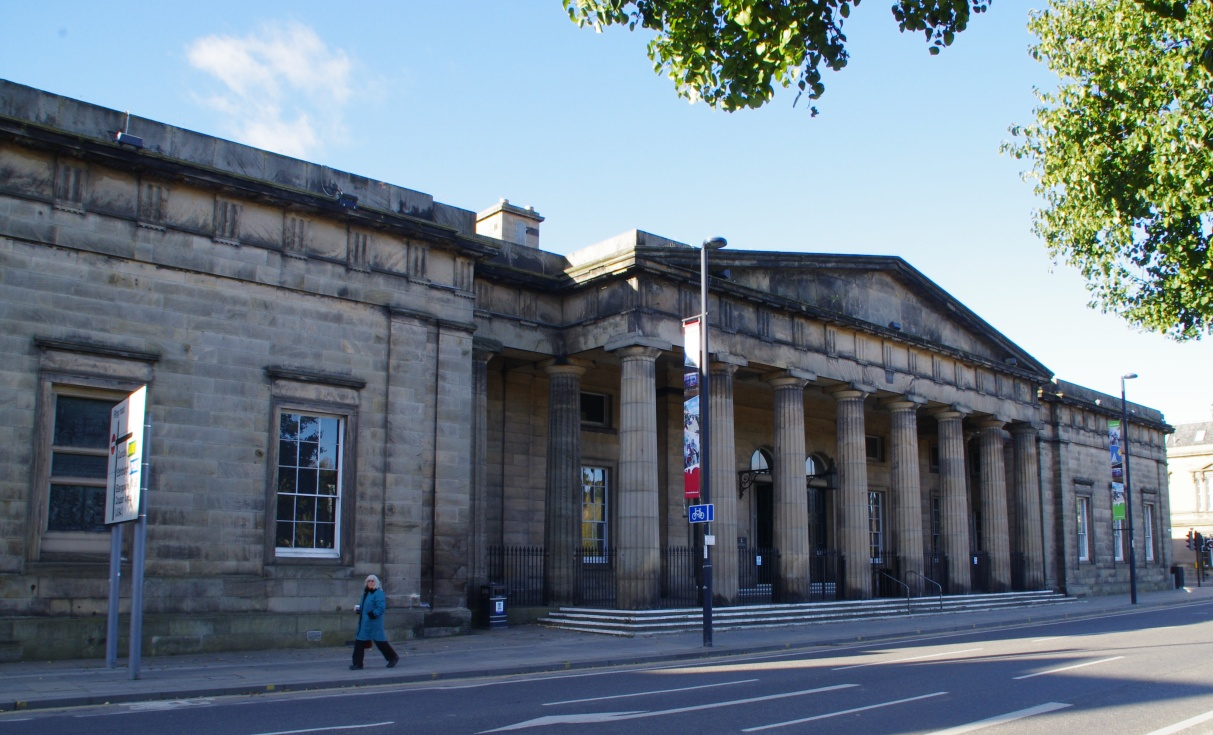
Sheriff Court, di Perth
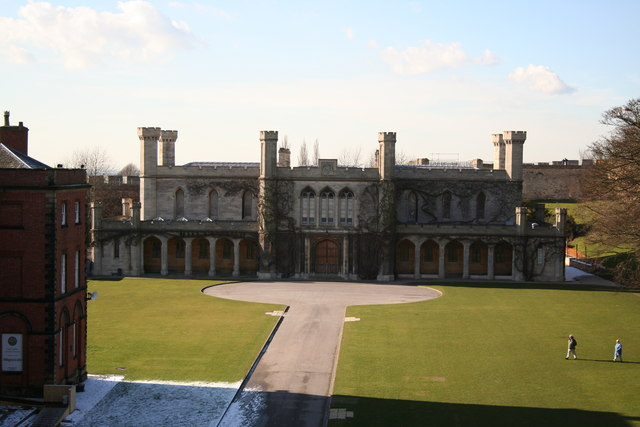
Corti Lincoln Castle
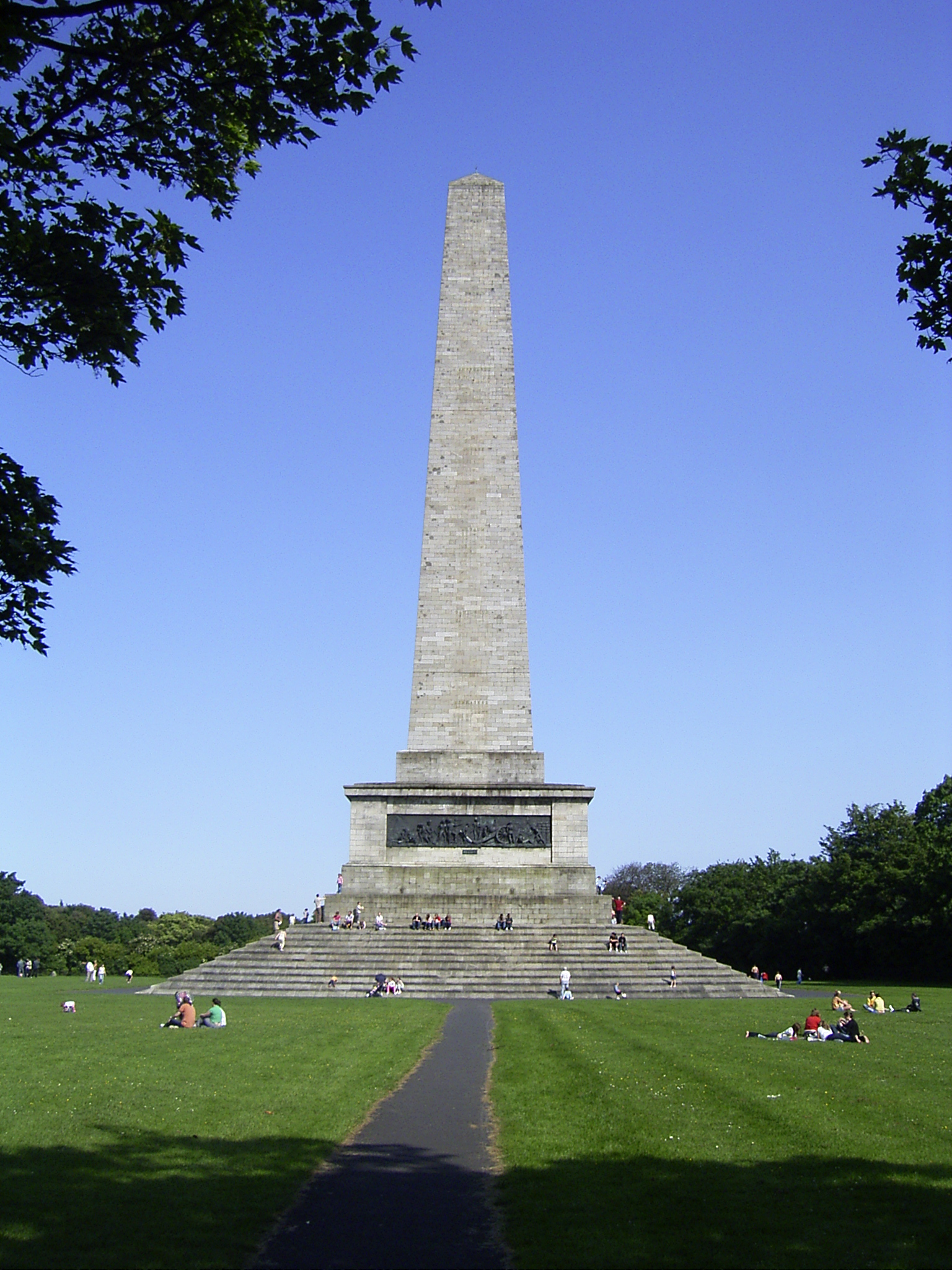
Testimonianza di Wellington
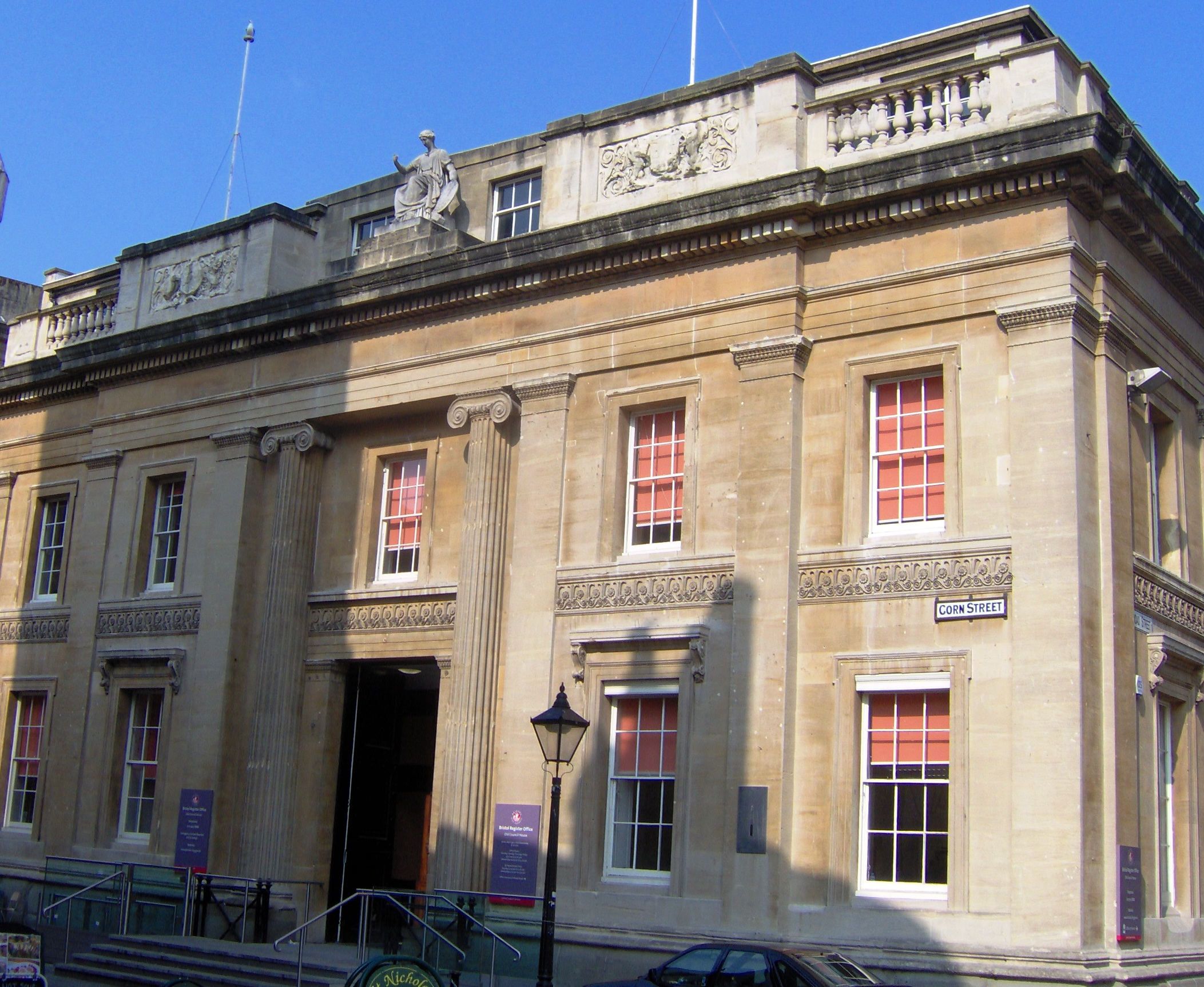
Old Council House, Bristol
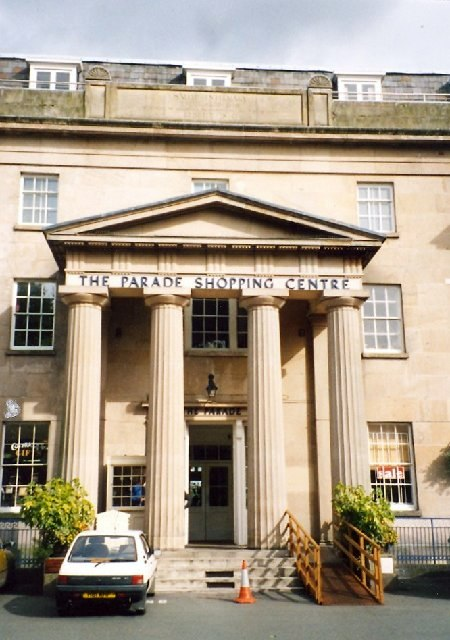
Ex infermeria di Salop, Shrewsbury
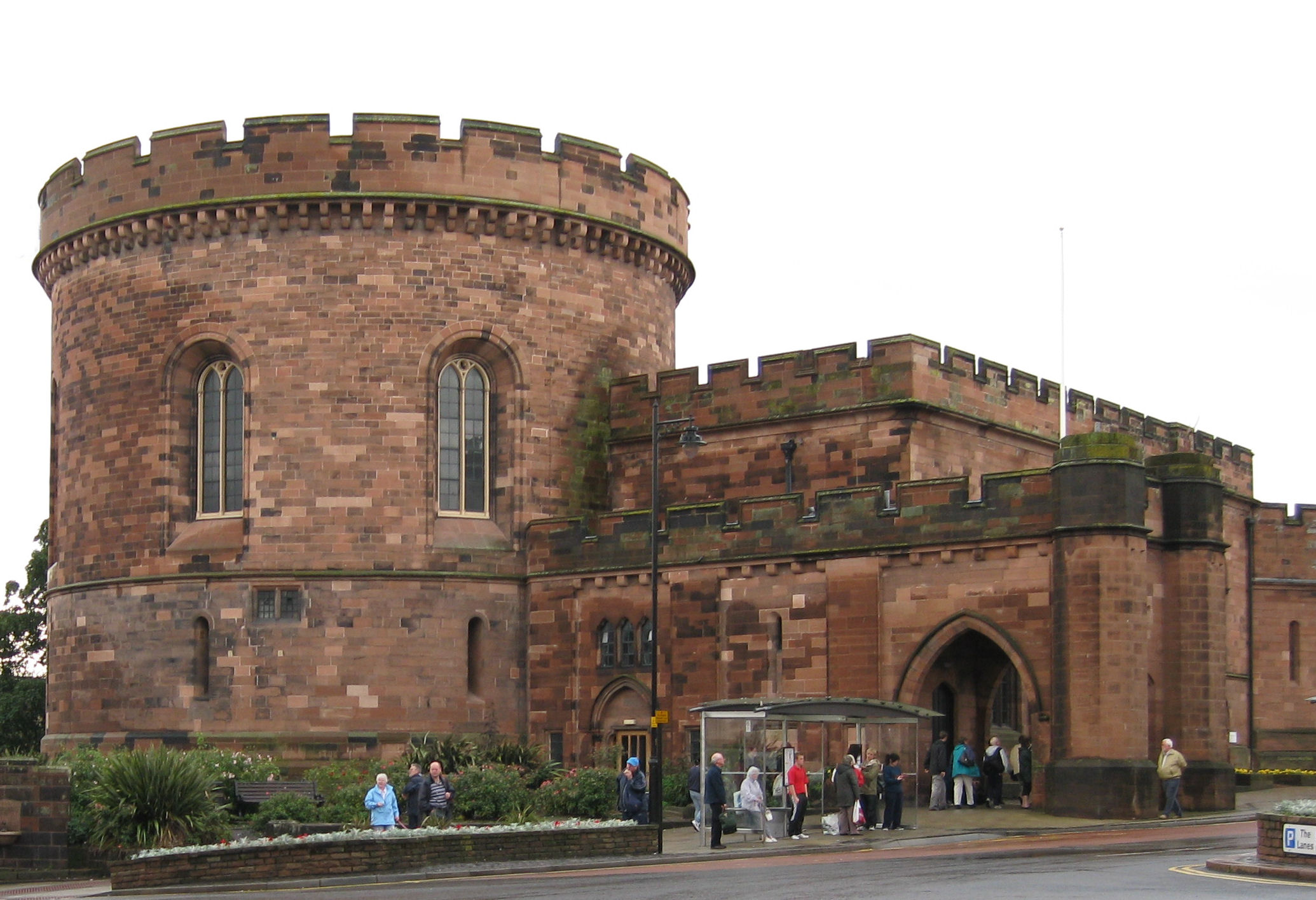
Ex tribunali della contea, Carlisle
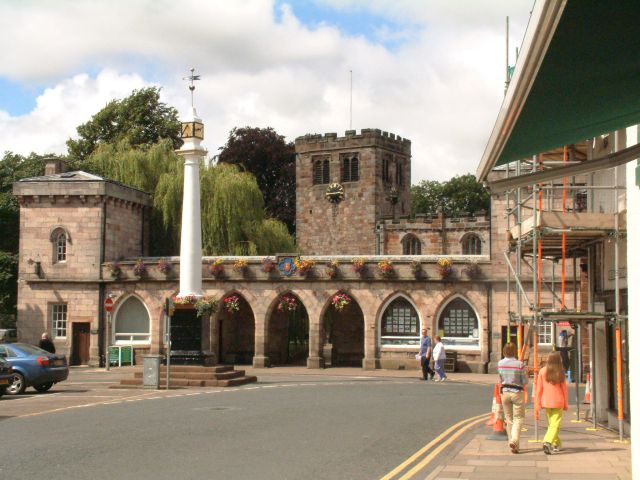
L'ex Market House, Appleby
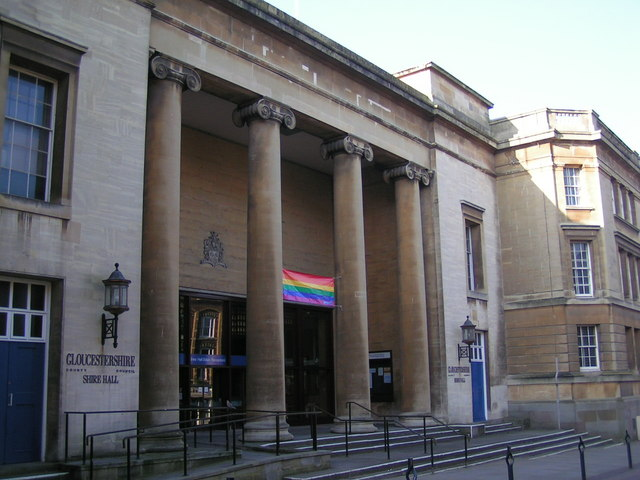
Gloucester Shire Hall
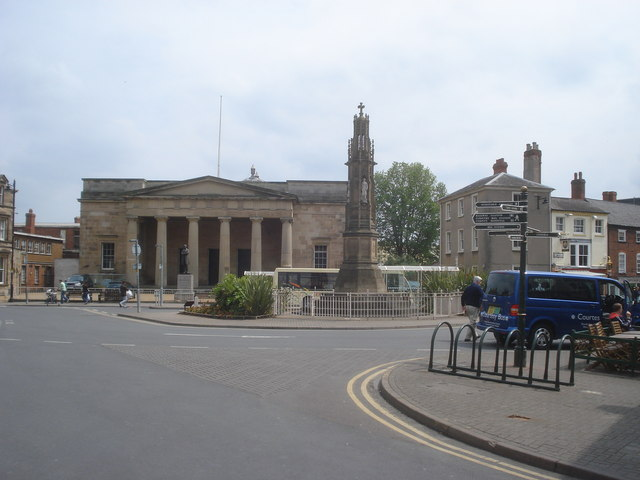
Hereford Shire Hall

I suoi edifici pubblici fuori Londra comprendono:
- Carlisle, tribunali della contea di Cumberland (1810–1812), in stile gotico.
- Casa del mercato di Appleby (1811).
- Carlisle, The Eden Bridge (1812–1815) ampliato nel 1932.
- IL mercato del pesce di Whitehaven (1813) demolito c. 1852 e il mercato del burro (1813) demolito nel 1880.
- Gloucester Shire Hall (1814–1816).
- Gloucester, ponte di Westgate (1814–1817)
- Perth Sheriff Court House (1815–1819)[36]
- Hereford Shirehall (1815–1817).
- il Wellington Monument, Dublino (Wellington Testimonial), iniziato nel 1817 fu completato solo nel 1861. Alto 62 metri è il più grande obelisco d'Europa.
- Prigione del contea di Maidstone, (1817–1819).
- Maidstone Sessions House (1824) (ora conosciuta come County Hall).
- Ledbury St. Katherine's Hospital (1822–1825) in stile gotico.
- Lincoln County Courts e Gaol nel Lincoln Castle (1823-1830) entrambi in stile gotico per armonizzarsi con il castello.
- Infermeria di Salop, Shrewsbury, ricostruzione (1827–1830), architetto consulente.[37]
- la prigione a San Giovanni, Terranova e Labrador (c. 1831).
- Shrewsbury Shire Hall (1834-1837) demolita nel 1971.

## Architettura domestica

Osservatorio
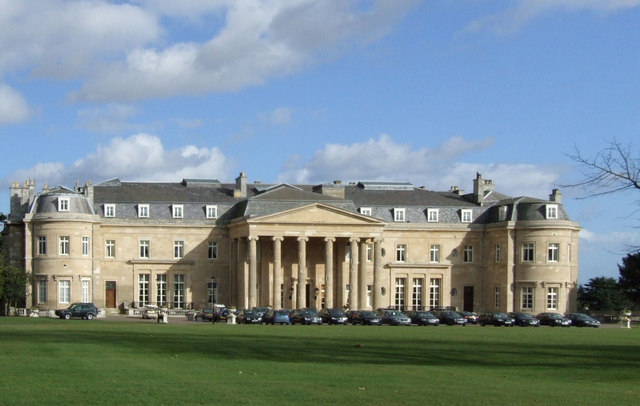
Luton Hoo
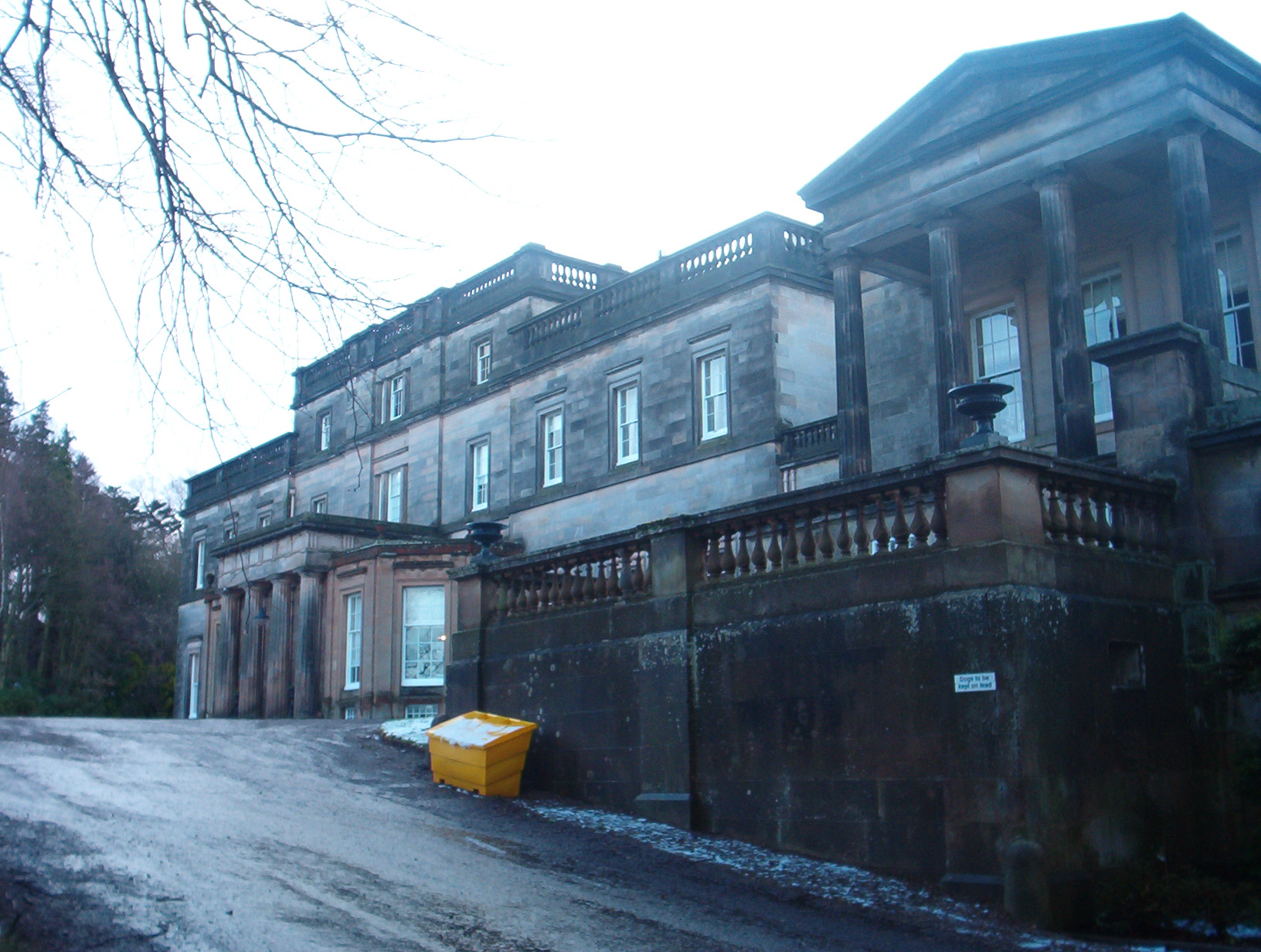
Whittingehame House
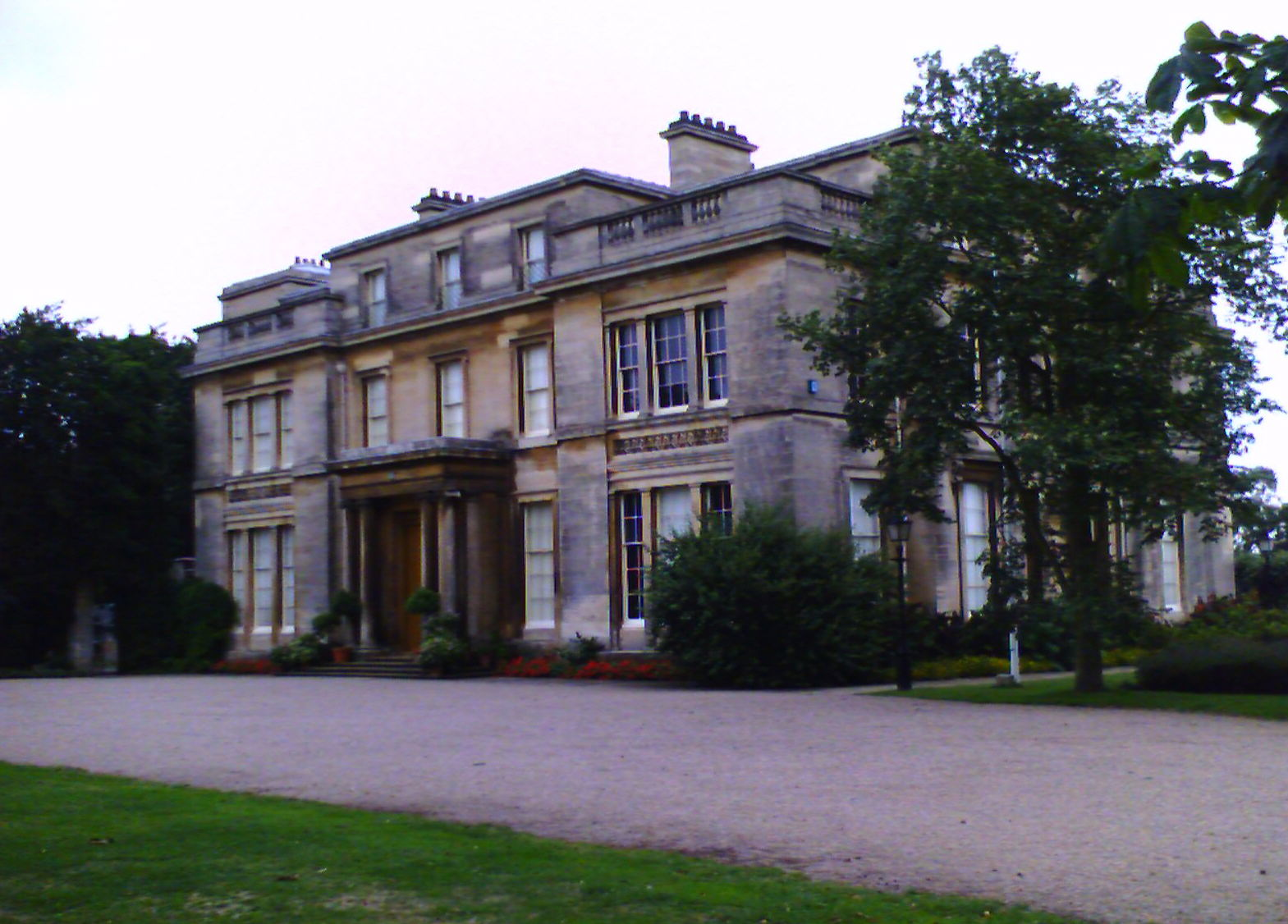
Normanby Hall
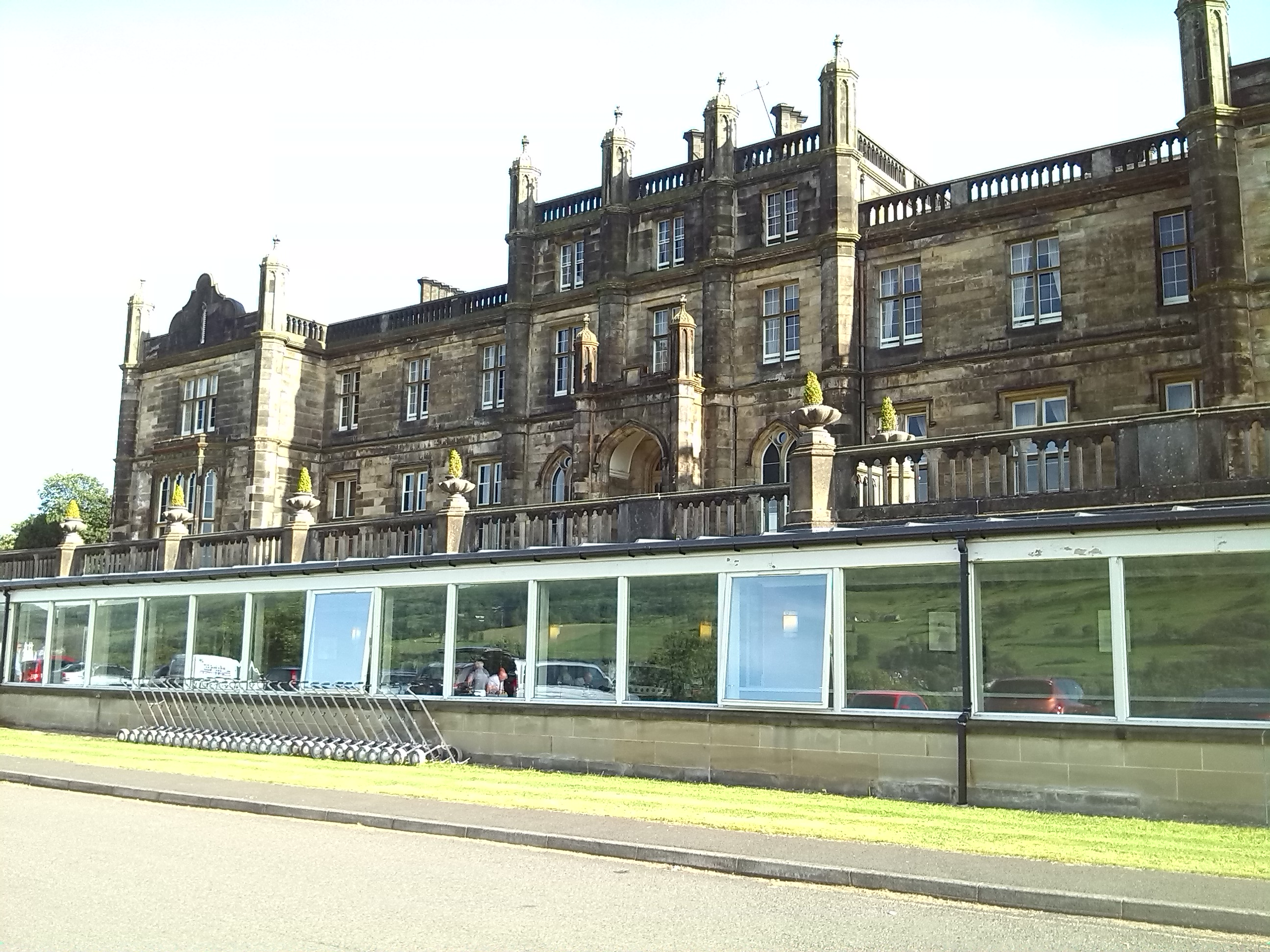
Erskine House
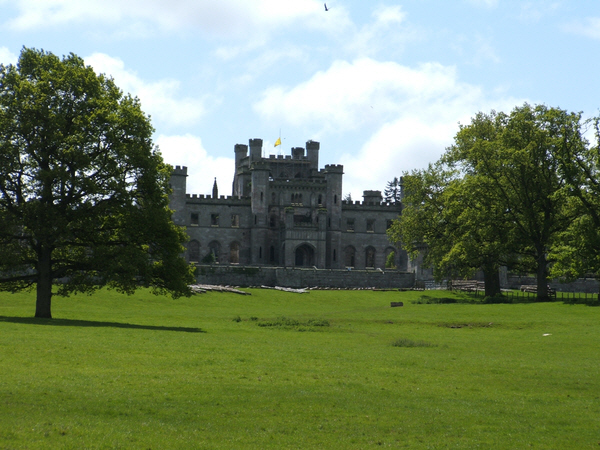
Castello di Lowther
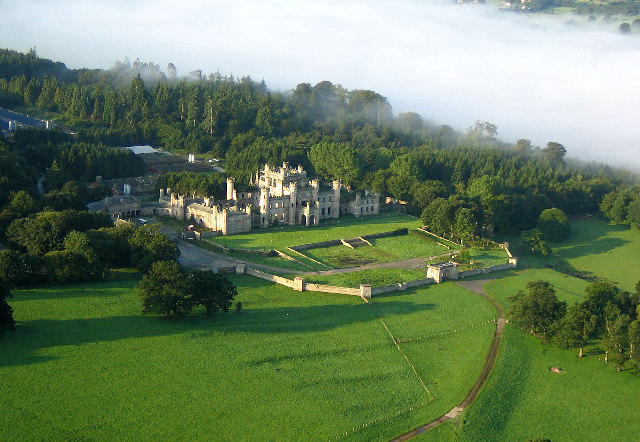
Castello di Lowther
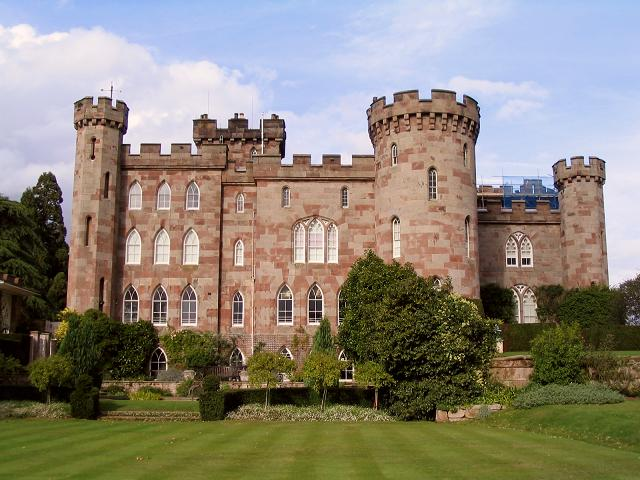
Castello di Cholmondeley
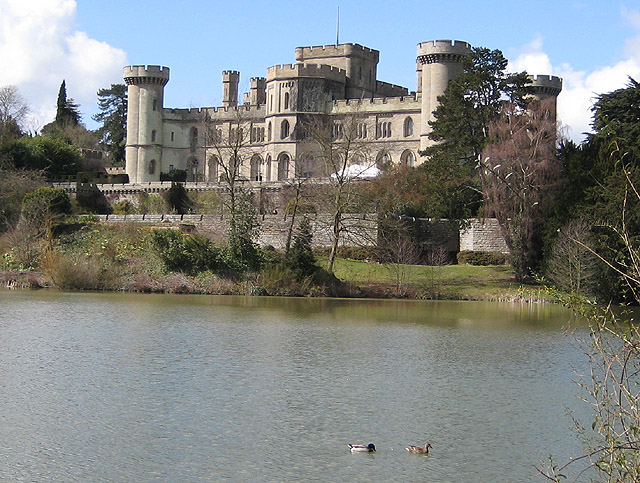
Castello di Eastnor
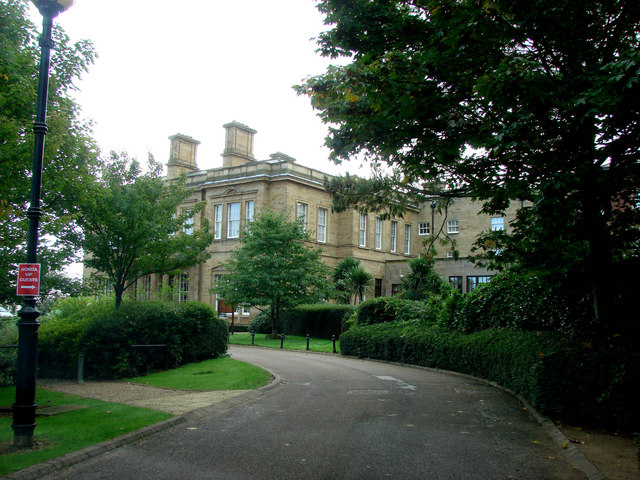
Oulton Hall
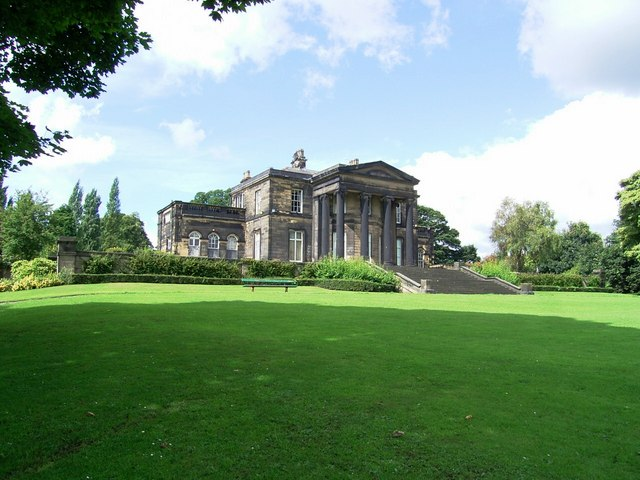
Armley House
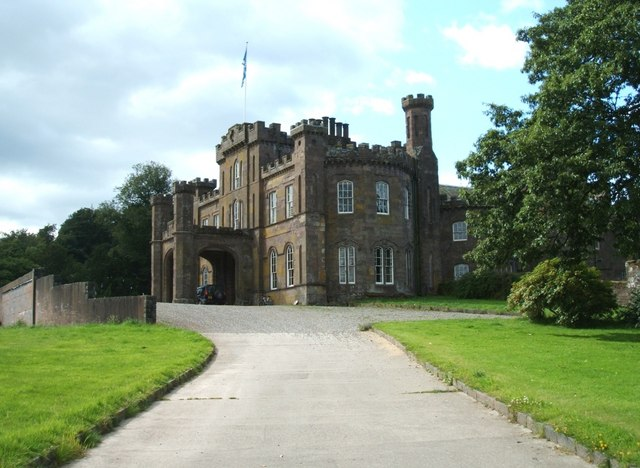
Castello Strathallan

In stile neoclassico:
- Brightling Park ala ovest, osservatorio e follie (tempio, obelisco) c. 1800–10
- Eywood, Herefordshire, (1806-1807) grande ampliamento, demolita nel 1955
- Upleatham Hall, North Riding, Yorkshire (1810) ampliamento, demolita nel 1897
- Bickley Hall, Kent, (1810) ampliamento della grande ala della biblioteca, demolita nel 1963
- Cirencester House ala nord (1810-1811) e ricostruito il fronte est nel 1830.
- Modifiche a Luton Hoo, Bedfordshire dal 1816, danneggiata da un incendio nel 1843 fu ricostruita da Sydney Smirke.
- Armley House, Yorkshire, (1817).
- Whittingehame House, East Lothian (1817-1818).
- Haffield House, Donnington, Herefordshire (1817-1818).
- Hardwicke Court, vicino a Gloucester (1817–1819).
- Oulton Hall (c. 1822) danneggiata da un incendio nel 1850 e restaurata da Sydney Smirke
- Normanby Hall (1825–30)

Smirke usò lo stile elisabettiano a:
- Drayton Manor (1831-1835) demolita nel 1919.

I suoi edifici domestici in stile neogotico comprendono:
- Lowther Castle in Cumbria, (nel 1806-1811) la sua prima commissione importante quando aveva 26 anni.
- Offley, Hertfordshire, (1806-1810)
- Castello di Wilton (Yorkshire) (1810)
- Castello di Strathallan, Perthshire, ristrutturato (1817-1818)
- Cholmondeley Castle (1817–19) una ristrutturazione dell'edificio esistente.
- Castello di Kinfauns, Perthshire (1822-1826)
- Casa Erskine (1828-1845)

Un uso raro di architettura neoromanica è:
- Castello di Eastnor, Ledbury, Herefordshire (1812-1820)

## Architettura delle chiese

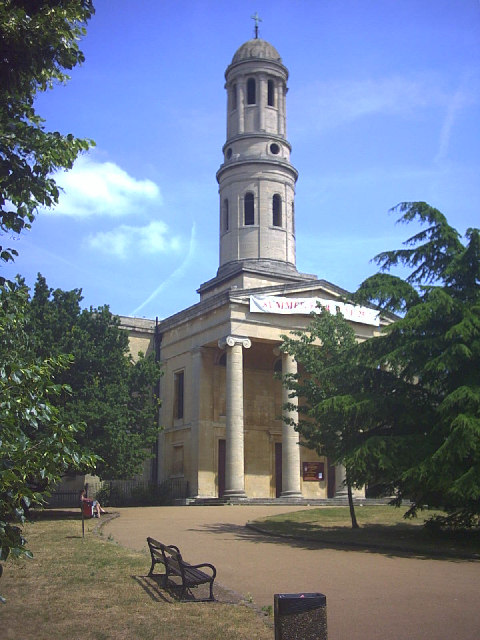
Chiesa di Sant'Anna, Wandsworth
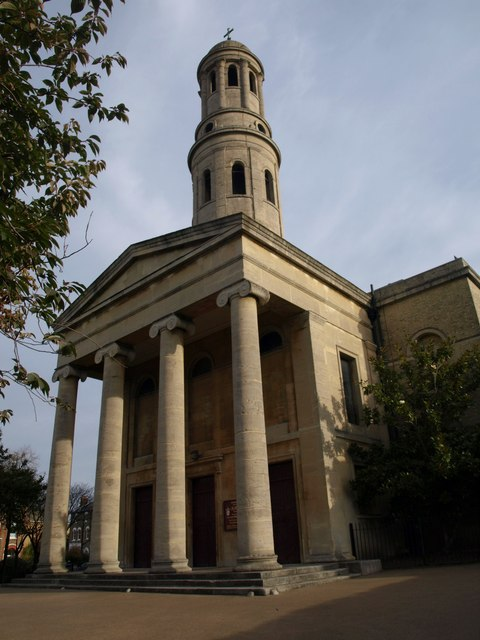
Chiesa di Sant'Anna, Wandsworth
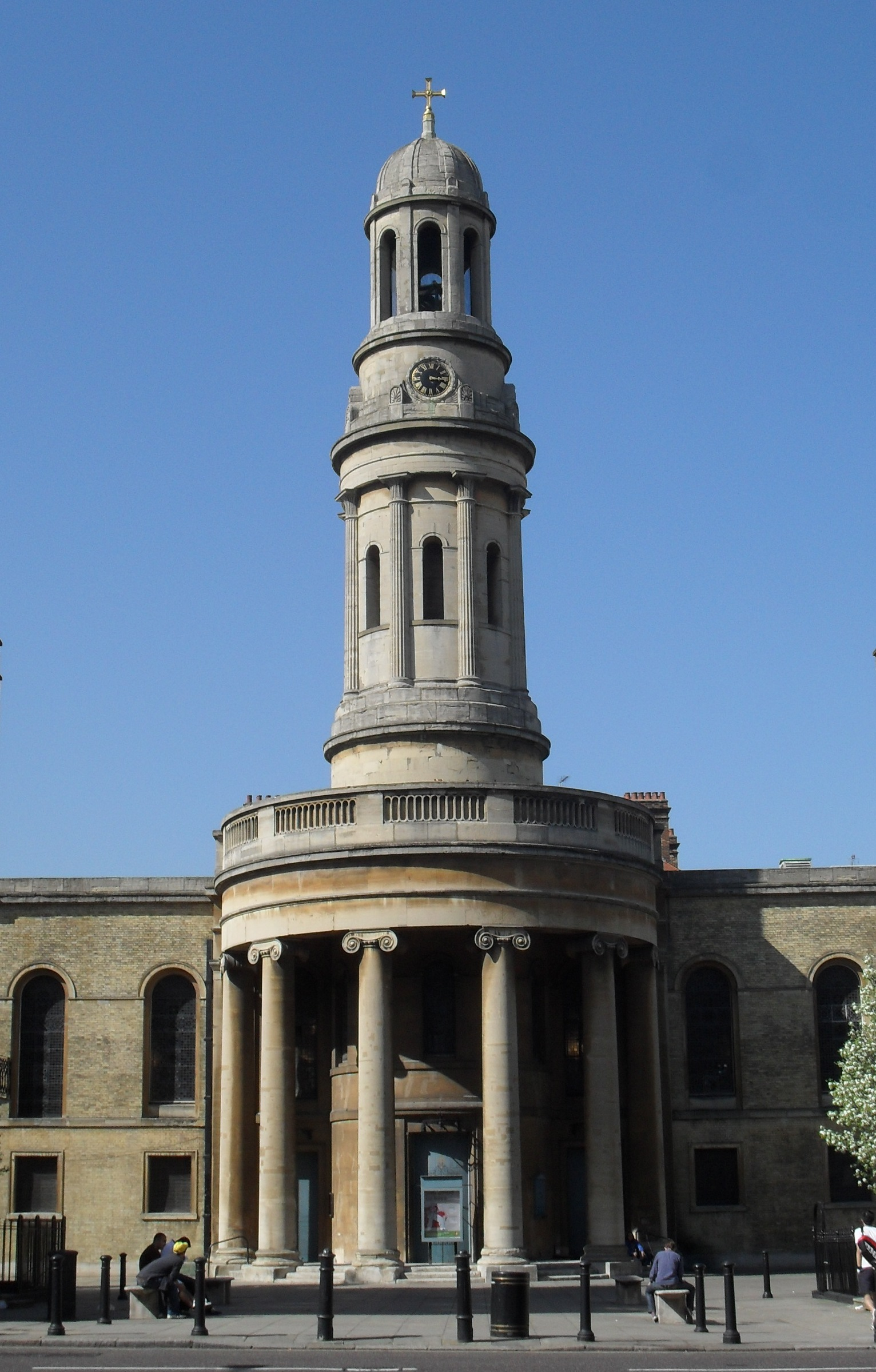
Chiesa di Santa Maria, Bryanston Square
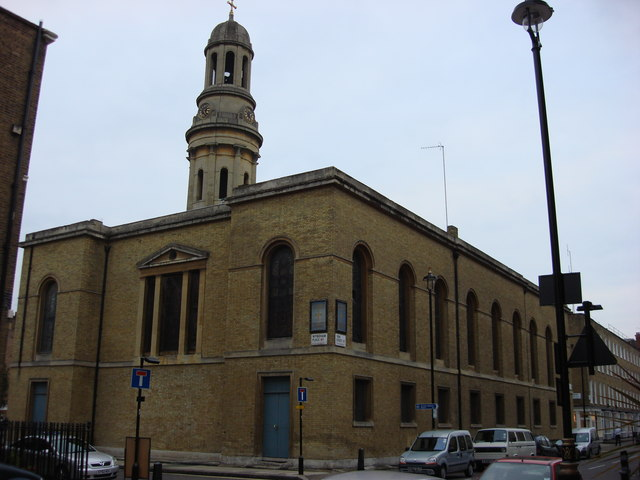
Chiesa di Santa Maria, Bryanston Square
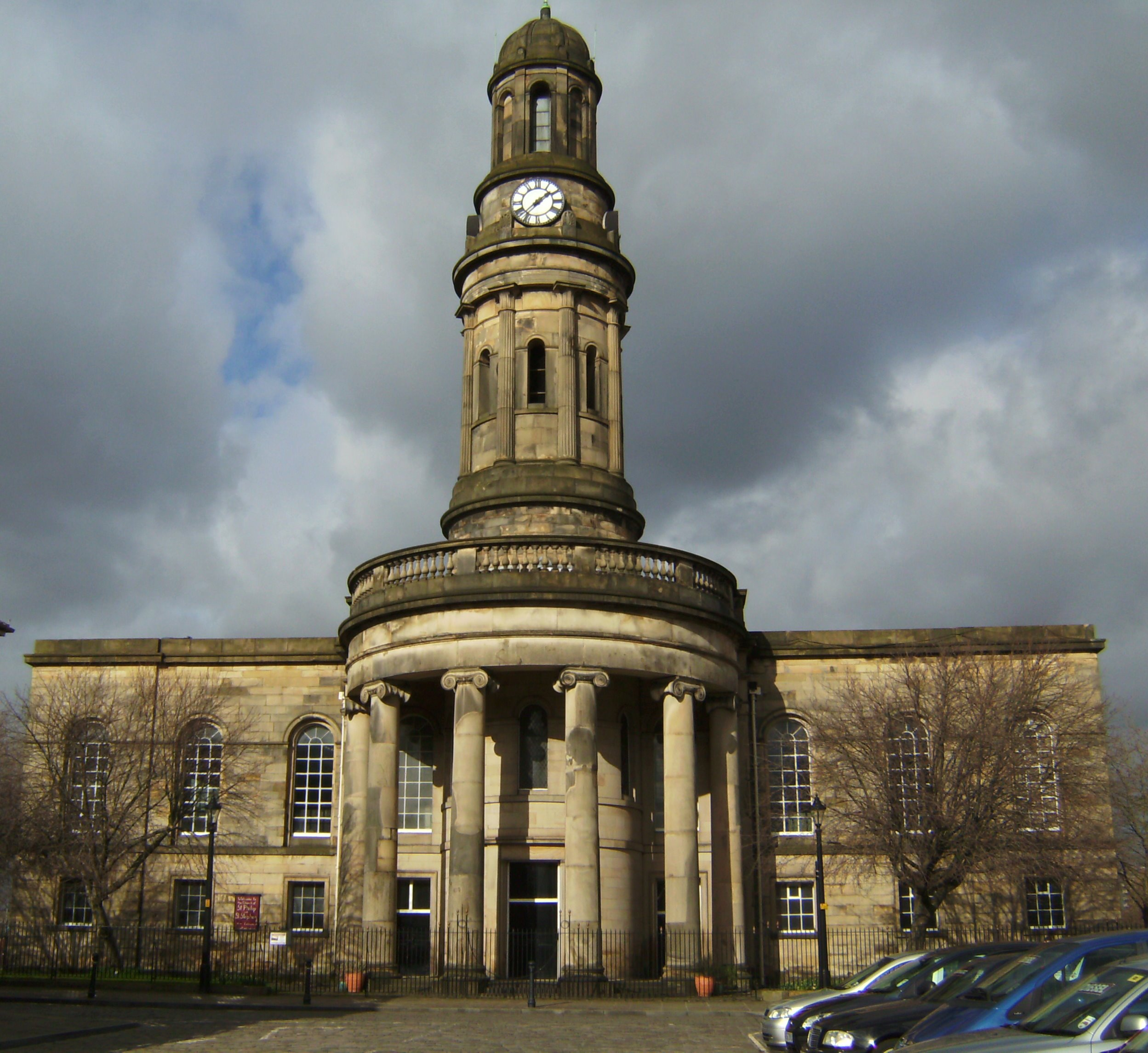
Chiesa di San Filippo, Salford
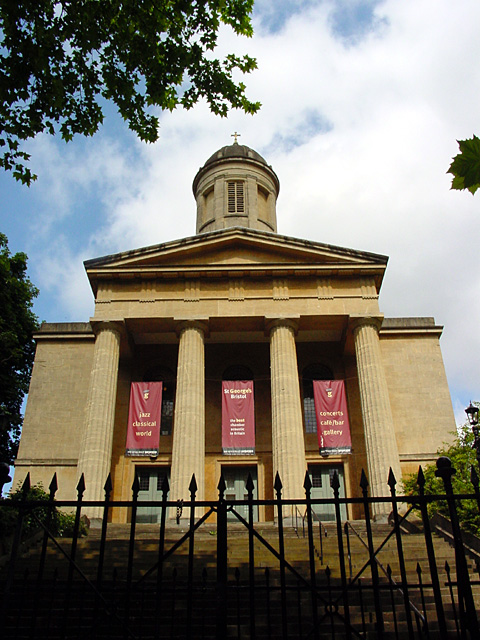
Chiesa di San Giorgio, Brandon Hill
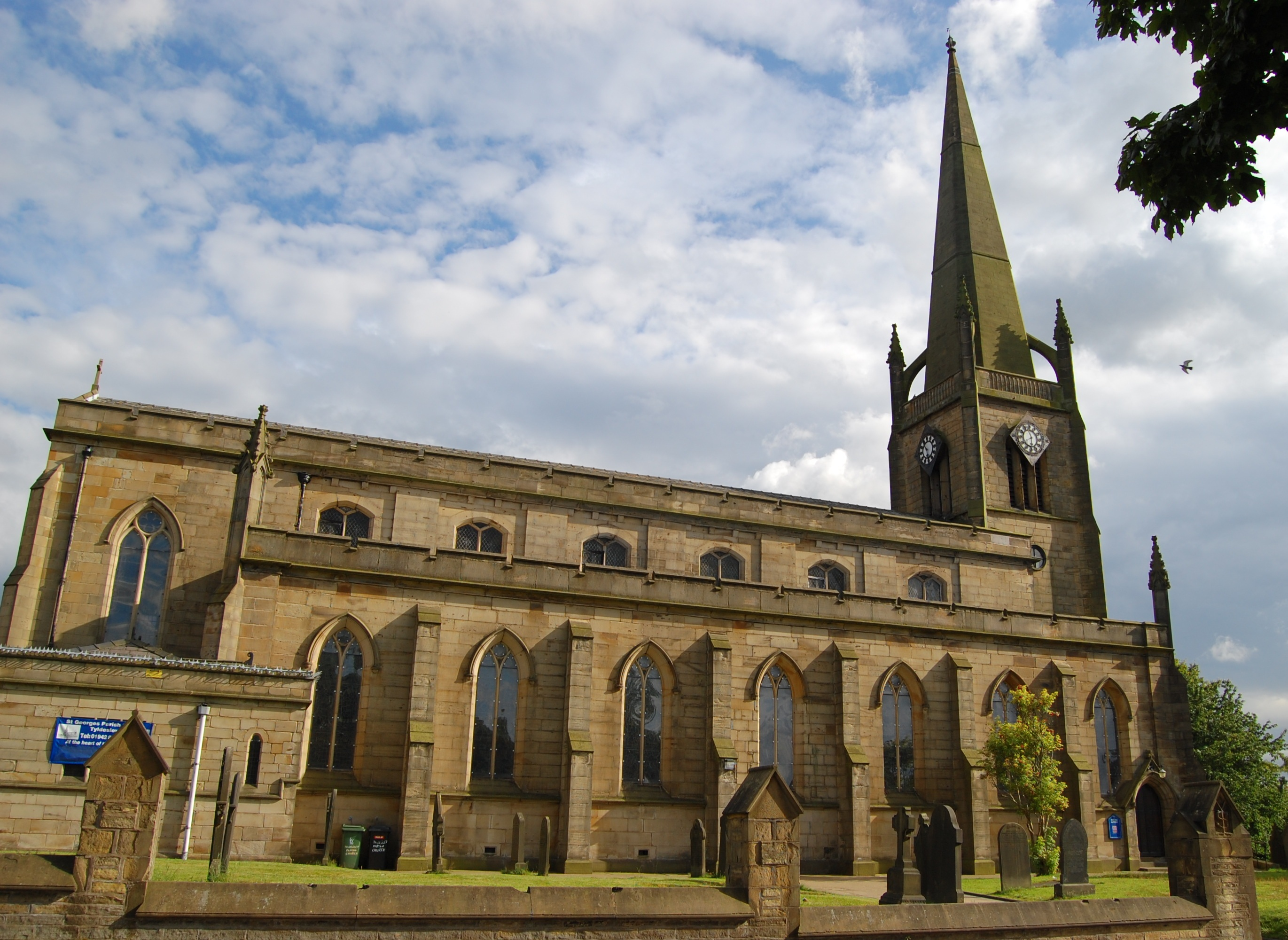
Chiesa di San Giorgio, Tyldesley
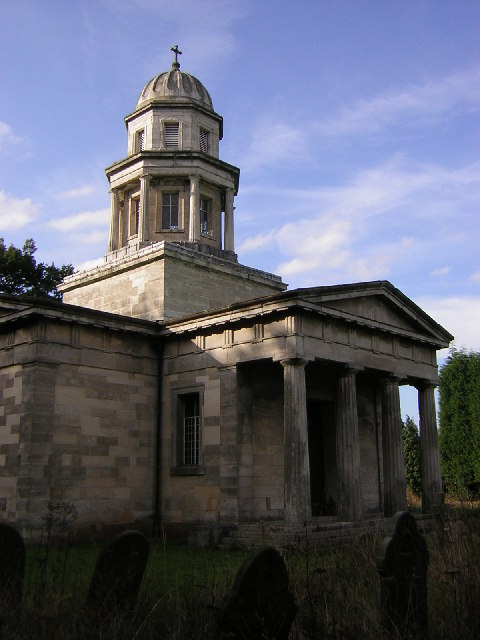
Mausoleo Milton
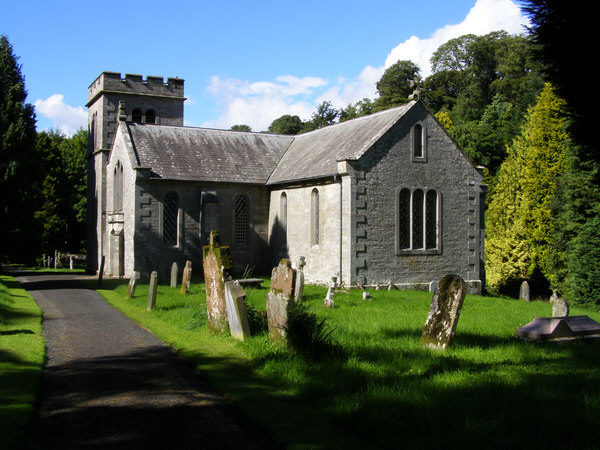
Chiesa di San Pietro, Askham
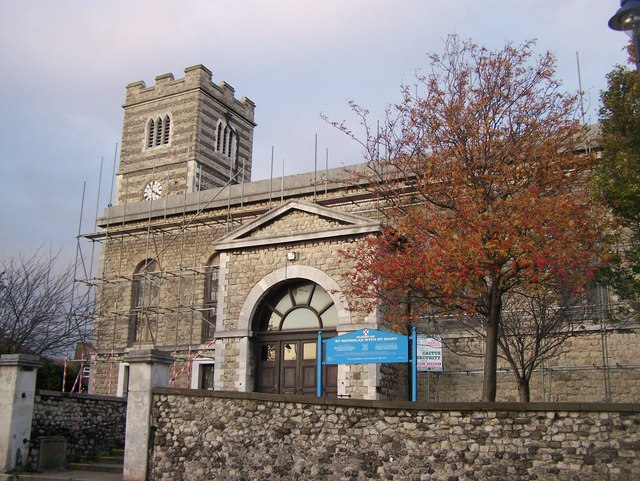
Chiesa di San Nicola, Strood
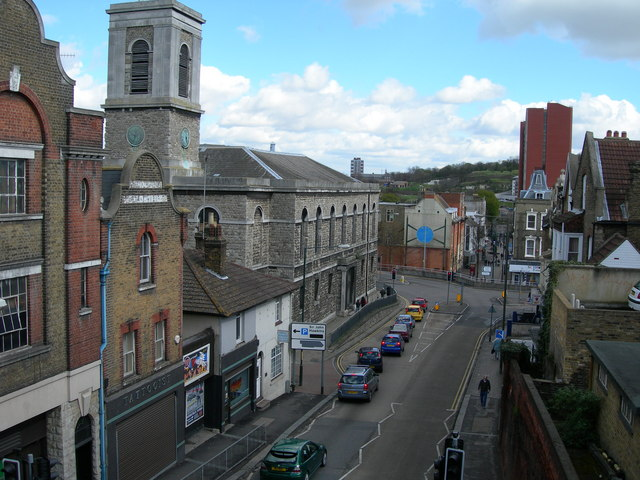
Chiesa di San Giovanni, Chatham
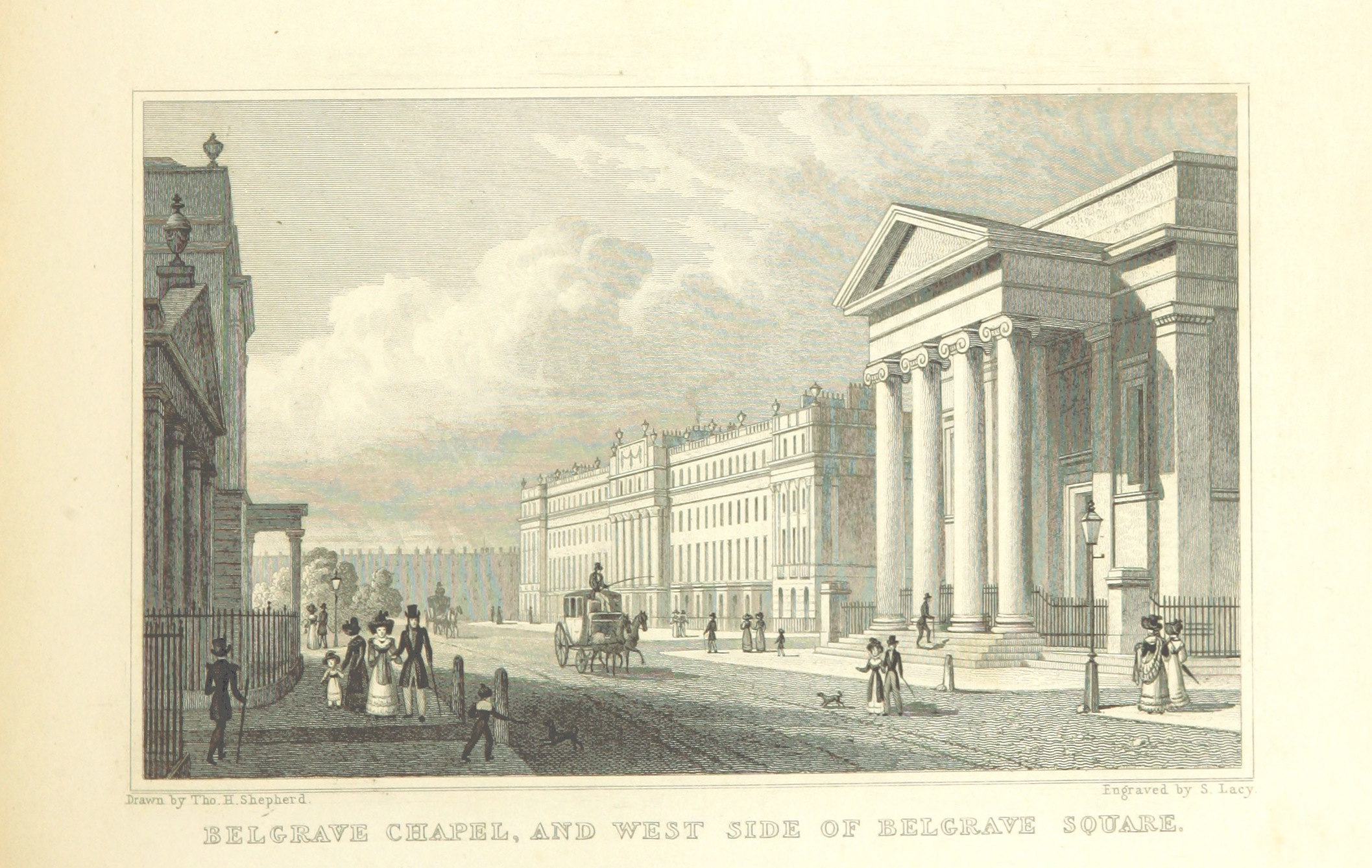
Cappella di Belgrave a destra, demolita c. 1910
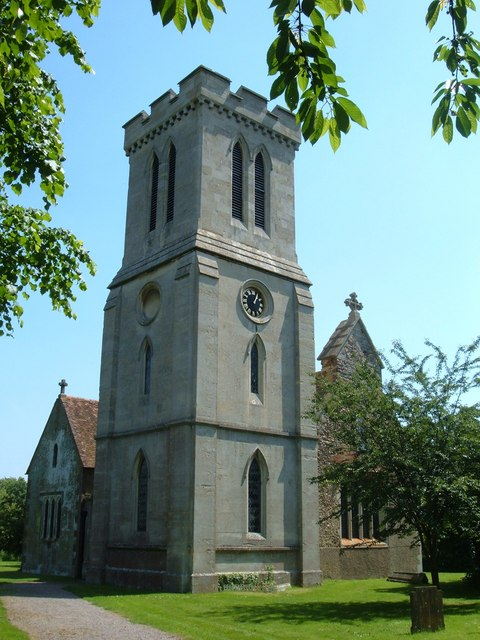
Chiesa di San Pietro, Milton Bryan

Consigliò i Commissari parlamentari sulla costruzione di nuove chiese dal 1818 in poi, contribuendo egli stesso con sette. Sei erano in stile neogreco, con l'eccezione della chiesa di Tyldesley che è in stile neogotico:
- St Anne, Wandsworth (1820-1822).
- St John's, Chatham (1821-1822).
- St James, West Hackney (1821-183) bombardata durante la seconda guerra mondiale nel 1940 e 1941 e successivamente demolita.
- San Giorgio, Brandon Hill, Bristol (1821-1823).
- San Giorgio, Tyldesley (1821–1824).
- St Mary's, Bryanston Square, Londra (1821–1823).
- Chiesa di San Filippo, Salford, Greater Manchester (1822–4); una copia di St Mary's con solo piccole variazioni.

Smirke progettò anche chiese per clienti diversi dai commissari, tra cui:
- Cappella di Belgrave, Londra 1812, demolita c. 1910.
- St Nicholas Strood, questa era una ricostruzione del 1812 di una chiesa medievale, la cui torre è stata conservata, ed è in uno stile classico semplificato.
- il Mausoleo di Milton a Milton, Nottinghamshire (1831-1832) per Henry Pelham-Clinton, IV duca di Newcastle.
- La chiesa parrocchiale di San Pietro ad Askham Cumbria 1832, in stile neo-normanno.
- La Chiesa di San Pietro, Milton Bryan, Bedfordshire aggiunta del transetto nord alla chiesa di Lewis Nockalls Cottingham.[39]

## Lavori di restauro

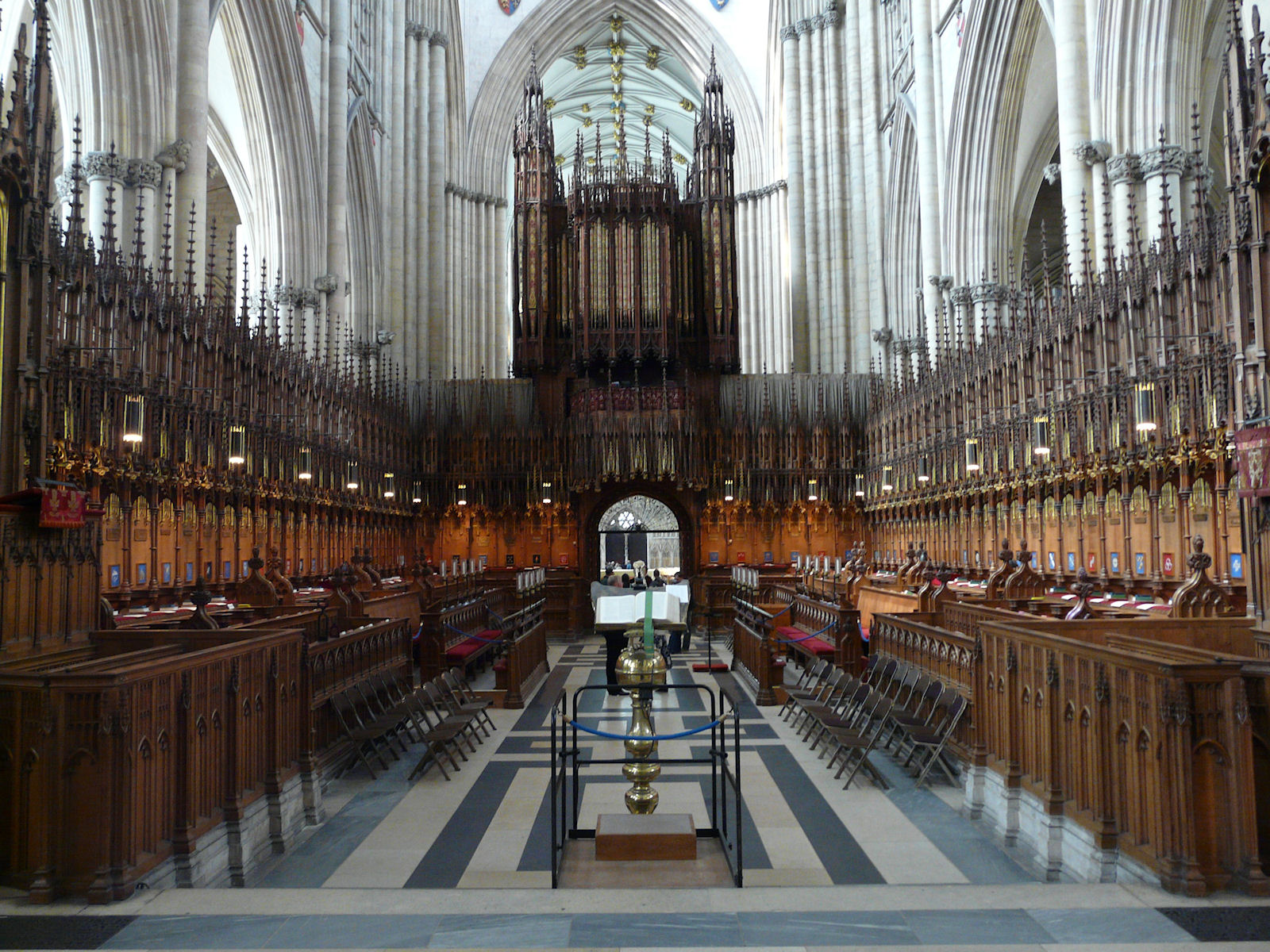
Gli stalli del coro, York Minster, ricostruzione di Smirke di quelli originali, 1830-1832

Smirke venne coinvolto nel restauro di edifici, e diversi incarichi gli giunsero tramite il suo incarico nell'Ufficio dei Lavori:
- Cattedrale di Gloucester (1807), paravento gotico dietro l'altare maggiore; rimosso 1873.
- Cattedrale di Carlisle (1809-1811), riparazioni e modifiche alla Fratry.
- Powis Castle (1815-1818), restauro di merli, montanti delle finestre ecc.
- Cappella Reale dei Savoy (1820-1821), ricostruita la parete sud e aggiunta la torre ovest.
- Biblioteca Bodleiana, Oxford (1830) riparò il tetto e inserì un nuovo soffitto nella sala di lettura superiore nel quadrilatero delle scuole.
- Clarendon Building, Oxford (1831) allestì gli interni come uffici universitari.
- York Minster dopo l'incendio doloso al coro della cattedrale nel 1829, Smirke supervisionò il restauro (1830-1832),[40] con la ricostruzione del tetto e delle volte oltre alla ricreazione degli stalli del coro
- Palazzo di Westminster, (1834-1837) rifacimento dell'interno della Westminster Hall dopo l'incendio del 1834 ed costruzione di una Camera dei Lord temporanea nella Camera dipinta e una Camera dei Comuni temporanea nei resti dell'ex Camera dei Lord.
- Banqueting House, Whitehall (1835-1838) riparazioni e modifiche interne.
- Mansion House, Londra (1836), riprogettazione della scalinata esterna al portico.
- St. James's Palace (1836-1837) ristrutturazione dell'interno della Cappella Reale.
- St James's Church Piccadilly (1836), riparazioni al tetto
- Serjeant's Inn (1836-1839) estesi lavori di ricostruzione, distrutta nel 1940 durante la seconda guerra mondiale.